# Nicki Minaj
Nicki Minaj (wym. [mɪˈnɑːʒ]), właśc. Onika Tanya Maraj-Petty (ur. 8 grudnia 1982 w Port-of-Spain) – trynidadzko-amerykańska raperka, piosenkarka, autorka tekstów piosenek, modelka i aktorka.
Uznawana za jedną z najbardziej wpływowych i najlepiej sprzedających się artystek rapowych wszech czasów. Ze względu na przełomowe osiągnięcia w hip-hopie jest często nazywana „królową rapu".. Minaj otrzymała liczne wyróżnienia w całej swojej karierze, w tym sześć American Music Awards, dwanaście BET Awards, siedem MTV Video Music Awards, cztery Billboard Music Awards, jedna ASCAP Latin Music Award i dwie Billboard Women in Music Awards. Była również nominowana do 10 nagród Grammy. Minaj była najwyżej notowaną raperką na liście Billboardu najlepszych artystek lat 2010. W 2016 roku Minaj znalazła się na corocznej liście magazynu Time 100 najbardziej wpływowych ludzi na świecie.
Na początku kariery stała się znana ze swoich kolorowych kostiumów i peruk, charakterystycznego flow oraz użycia alter ego i akcentów, głównie brytyjskiego cockney. Po podpisaniu kontraktu z Young Money Entertainment w 2009 wydała swój pierwszy album studyjny Pink Friday (2010), który zajął pierwsze miejsce na liście US Billboard 200 i uzyskał potrójną platynę przyznaną przez Recording Industry Association of America (RIAA). Album zaowocował pierwszym singlem Minaj, który znalazł się w pierwszej piątce listy Billboard Hot 100 – „Super Bass”, który zajął trzecie miejsce. Drugi album Minaj, Pink Friday: Roman Reloaded (2012), ukazał artystkę w bardziej taneczno-popowym brzmieniu, koncentrując się na śpiewaniu. Album zadebiutował na pierwszym miejscu na liście Billboard 200, z głównym singlem „Starships”, osiągającym piąte miejsce na liście Hot 100 i docierającym do pierwszej piątki list przebojów w kilku krajach.
Następnymi albumami, The Pinkprint (2014) i Queen (2018), Minaj odeszła od taneczno-popowego stylu jej poprzednich płyt i wracały do bardziej hiphopowych korzeni. The Pinkprint został doceniony przez krytyków oraz zawierał hit „Anaconda”, który zajął drugie miejsce na liście Billboard Hot 100. Queen zawiera „Chun-Li”, który dotarł do 10. miejsca na liście Hot 100. W 2019 Minaj wydała utwór „Tusa”, nagrany we współpracy z kolumbijską piosenkarką Karol G. Piosenka zadebiutowała na pierwszym miejscu listy „Hot Latin Songs” i stała się najdłużej występującym singlem numer jeden na Argentina Hot 100, spędzając sześć miesięcy na pierwszym miejscu listy. Udział Minaj w remiksie „Say So” Dojy Cat i utwór „Trollz” nagrany z 6ix9ine (obie wydane w 2020 roku), zapewniły jej pierwsze dwa numery jeden na liście przebojów Hot 100, a ten drugi dał jej tytuł drugiej raperki, która zadebiutowała na szczycie listy od czasów Lauryn Hill w 1998 roku. Minaj jest pierwszą artystką dowolnego gatunku, która osiągnęła 100 pozycji na liście Hot 100 i jest jedną z niewielu artystek ze wszystkich gatunków, które mają ponad 100 utworów na tej liście.
Użyczyła głosu postaciom filmów animowanych: Epoka lodowcowa 4: Wędrówka kontynentów (2012) i Angry Birds 2 (2019), a także zagrała role drugoplanowe w filmach komediowych: Inna kobieta (2014) i Barbershop 3: Na ostro (2016). Była jurorką w 12. sezonie programu American Idol (2013) i w jednym odcinku 12. sezonu RuPaul’s Drag Race (2020). Jest najczęściej obserwowanym raperem na Instagramie. W 2022 na antenie HBO Max ukazał się sześcioczęściowy miniserial dokumentalny Untitled będący kulisami tworzenia Queen.

## Kariera

### 2004–2009: Początki kariery
Na krótko podpisała kontrakt z brooklyńską grupą Full Force, w której rapowała w kwartecie The Hoodstars, w skład którego wchodzili: Lou$tar (syn „Bowlegged Lou”), Safaree Samuels (Scaff Beezy) i 7even Up. W 2004 roku grupa nagrała piosenkę wejściową dla WWE Diva Victoria „Don’t Mess With”, która znalazła się na składance ThemeAddict: WWE The Music, Vol.6. Minaj później opuściła Full Force i umieściła piosenki na swoim profilu na Myspace, wysyłając kilka swoich piosenek do ludzi z branży muzycznej. W tym czasie była zarządzana przez Debrę Antney. Później Fendi, dyrektor generalny brooklyńskiej wytwórni Dirty Money Entertainment, w 2007 roku podpisał z Nicki 180-dniowy kontrakt. Pierwotnie przyjęła pseudonim sceniczny Nicki Maraj, ale ostatecznie zmieniła go na Nicki Minaj stwierdzając: „moje prawdziwe imię to Maraj. Fendi zmienił je, kiedy mnie spotkał, ponieważ miałam takie sprośne flow!”
Minaj wydała swój pierwszy mixtape, Playtime Is Over, 5 lipca 2007, a drugi, Sucka Free, 12 kwietnia 2008. W tym samym roku otrzymała tytuł Artystki Roku 2008 Underground Music Awards. Wydała swój trzeci mixtape, Beam Me Up Scotty, 18 kwietnia 2009. Uzyskał przychylne zainteresowanie BET i MTV. Jeden z utworów, który się w nim znajduje – „I Get Crazy”, osiągnął 20 miejsce na liście U.S. Billboard Hot Rap Songs i 37 na liście Hot R&B/Hip-Hop Songs. Po tym, jak Minaj została odkryta przez innego rapera – Lila Wayne’a, w sierpniu 2009 roku doniesiono, że podpisała kontrakt nagraniowy z jego Young Money Entertainment. W listopadzie pojawiła się wraz z Gucci Mane i Triną w remiksie „5 Star Bitch” Yo Gottiego. Minaj pojawiła się także w „BedRock” i „Roger That” na kompilacji We Are Young Money (2009). Singiel osiągnął odpowiednio drugie i 56 miejsce na liście Billboard Hot 100 w USA. Ich album osiągnął dziewiątą pozycję na liście Billboard 200 w Stanach Zjednoczonych i uzyskał złoty certyfikat przyznany przez Recording Industry Association of America (RIAA). Zgodnie z sugestią Jay-Z, Robin Thicke umieścił Minaj w swoim singlu „Shakin 'It 4 Daddy”.

### 2010–2011: Przełom zPink Friday

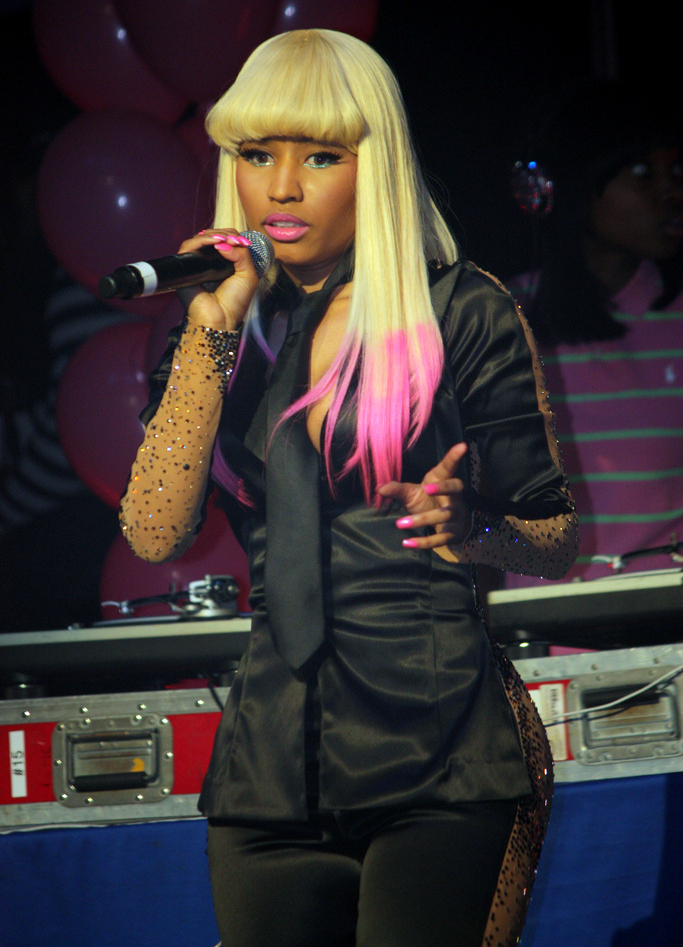
Nicki Minaj występująca w 2010 roku

29 marca 2010 roku Minaj wydała „Massive Attack”. Utwór ten, który miał być głównym singlem z jej nadchodzącego debiutanckiego albumu, Pink Friday, został usunięty z albumu z powodu słabych wyników komercyjnych a następny singiel „Your Love”, wydany 1 czerwca, stał się głównym singlem albumu, osiągając szczyt 14 na liście Billboard Hot 100 i numer jeden na liście Billboard Rap Songs. We wrześniu Minaj wydała „Check It Out” i „Right Thru Me” jako kolejne single. Została także pierwszą artystką rapową, która kiedykolwiek wystąpiła na Yankee Stadium w 2010 roku. W październiku Minaj pojawiła się w „Monster” Kanye Westa i otrzymała szerokie uznanie, a wielu krytyków uznało jej zwrotkę za najlepszą w całym utworze. Sean Fennessey z The Village Voice stwierdził, że „Monster” był utworem, który zapowiadał „błyskotliwość” Minaj dla większości ludzi. W listopadzie 2010 roku Minaj otrzymała swoją pierwszą nominację do nagrody Grammy za gościnną zwrotkę w piosence Ludacrisa „My Chick Bad”.
Pink Friday ukazał się 19 listopada 2010 roku, debiutując na drugim miejscu listy Billboard 200, ze sprzedażą 375 000 egzemplarzy w pierwszym tygodniu. Album po wydaniu otrzymał ogólnie pozytywne recenzje od krytyków. Sam Wolfson z NME pochwalił „popową wrażliwość” Minaj i stwierdził, że jej „zmienność i dziwactwa [...] przypominają rozkwit Lila Wayne’a”. Brad Wete z Entertainment Weekly pochwalił jej „talent do melodii” i „szczycącymi się tekstami”. Allison Stewart z The Washington Post napisała, że album „skubie granice tego, co wolno robić raperkom, nawet jeśli zapewnia stałą pomoc w popowych hitach”. Album uzyskał status platyny w grudniu i ostatecznie osiągnął numer jeden w Stanach Zjednoczonych w lutym 2011 roku.
„Moment 4 Life” został wydany jako czwarty singiel z Pink Friday wkrótce po wydaniu albumu – 7 grudnia 2010. Minaj wykonała „Right Thru Me” i „Moment 4 Life” jako gość muzyczny 29 stycznia 2011 na odcinku Saturday Night Live. „Super Bass”, piąty singiel z albumu, został wydany w kwietniu 2011 roku i stał się przebojem i sukcesem komercyjnym. Ostatecznie osiągnął trzecie miejsce na liście Billboard Hot 100 i uzyskał certyfikat ośmiokrotnej platyny w USA.
Minaj była jednym z artystów otwierających trasę koncertową Britney Spears 2011 Femme Fatale Tour. Ona i Kesha pojawilły się w remiksie „Till the World Ends”, który zajął trzecie miejsce na liście Billboard Hot 100. 7 sierpnia 2011 r. Nicki doświadczyła tzw. „nip slipu”, czyli odsłoniła przypadkiem sutek podczas występu na żywo w programie Good Morning America. Minaj została skrytykowana za noszenie koszuli z dużym dekoltem podczas występu, co doprowadziło do krótkiej ekspozycji jej piersi podczas transmisji na żywo. ABC przeprosiło za incydent. Minaj podczas wywiadu w programie Nightline przeprosiła za incydent i zaprzeczyła, że celowo próbowała zrobić to w telewizji na żywo jako chwyt reklamowy. Incydent wywołał protesty ze strony tzw. Rady Telewizji Rodziców. Mimo to Minaj nadal występował na prestiżowych imprezach przez cały 2011 rok. Donatella Versace zaprosiła ją do występu z Prince podczas prezentacji kolekcji Versace dla H&M i wykonała „Super Bass” podczas Victoria’s Secret Fashion Show w 2011. W grudniu 2011 roku Minaj była nominowana do trzech nagród Grammy, w tym dla najlepszego nowego artysty i najlepszego albumu rapowego za Pink Friday. W tym samym roku zdobyła nagrodę MTV Video Music Award dla najlepszego teledysku hip-hopowego za „Super Bass”, co oznaczało jej pierwsze zwycięstwo na VMA.

### 2012–2013:Pink Friday: Roman ReloadedorazThe Re-Up

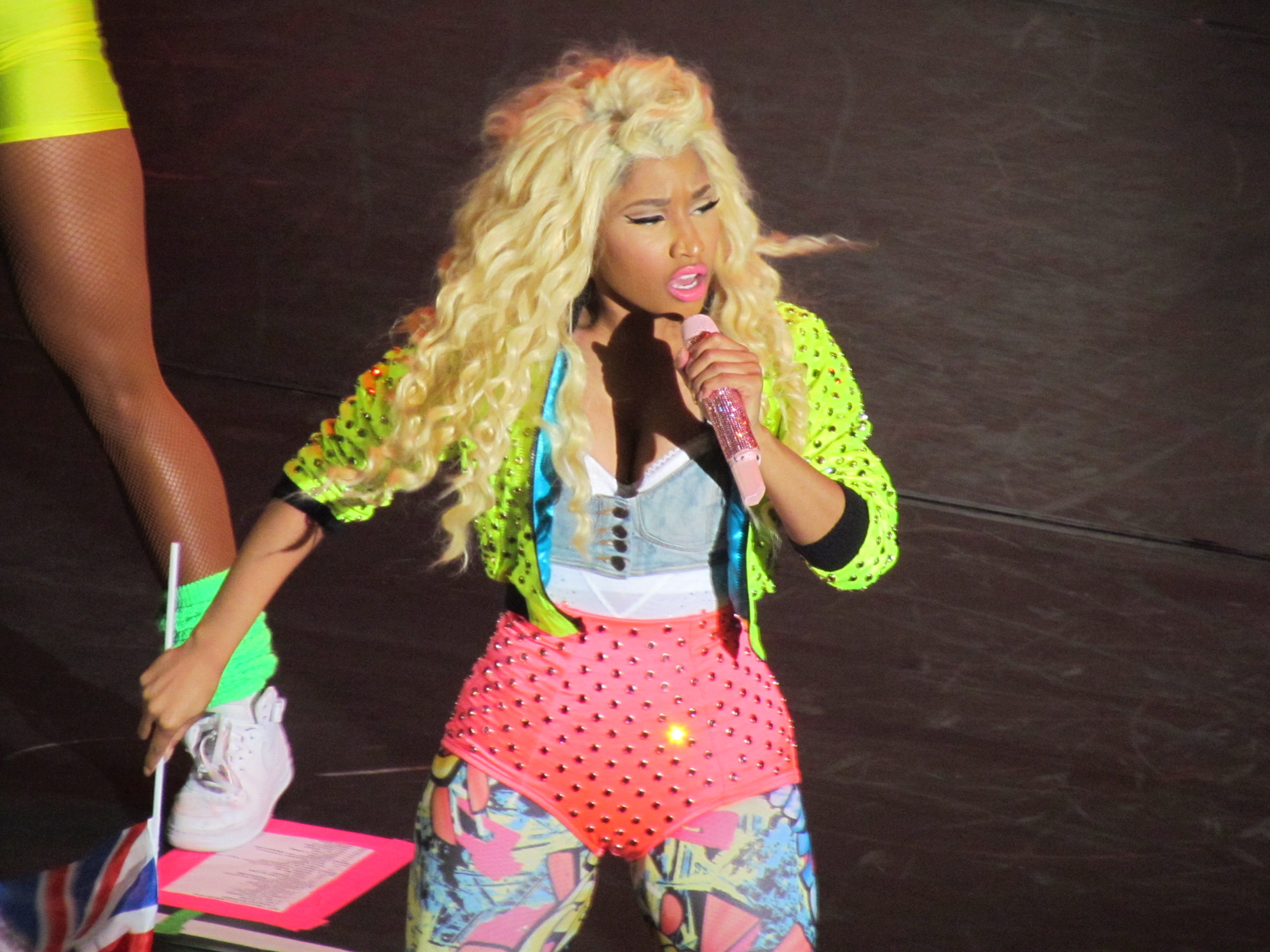
Nicki Minaj występująca w 2012 roku

„Starships” zostało wydane w lutym 2012 roku jako singiel z nadchodzącego drugiego albumu Minaj Pink Friday: Roman Reloaded. Piosenka osiągnęła 5. miejsce na liście Billboard Hot 100 i stała się piątym pod względem sprzedaży singlem 2012 roku i jednym z najlepiej sprzedających się cyfrowych singli wszech czasów. Przejście Minaj do muzyki pop było krytykowane przez niektórych, pomimo jej komercyjnego sukcesu. Minaj została pozwana przez chicagowskiego artystę Clive’a Tanakę we wrześniu 2013 roku za rzekome naruszenie praw autorskich. Kolejne single „Beez in the Trap” i „Right by My Side” zostały wydane wkrótce potem. Pink Friday: Roman Reloaded został ostatecznie wydany 2 kwietnia 2012 roku, dwa miesiące później niż planowano. Album poprzedziły promocyjne single „Roman in Moscow” i „Stupid Hoe”. Album zadebiutował na pierwszym miejscu listy Billboard 200, ze sprzedażą 253 000 egzemplarzy w pierwszym tygodniu, a w czerwcu 2012 r. uzyskał status platyny przez RIAA. „Pound the Alarm” i „Va Va Voom” zostały później wydane jako ostatnie single z albumu. Minaj i raperka M.I.A. dołączyły do Madonny, aby wykonać singiel „Give Me All Your Luvin’” podczas półmetku Super Bowl XLVI 6 lutego 2012 roku. Minaj była pierwszą solową raperką, która wystąpiła na rozdaniu nagród Grammy, premierowo z „Roman Holiday” podczas ceremonii 12 lutego 2012. Jej występ o tematyce egzorcyzmów był kontrowersyjny. Amerykańska Liga Katolicka skrytykowała Minaj za sprowadzenie fałszywego „papieża”, który eskortował ją na czerwonym dywanie. Scena „egzorcyzmów”, która miała miejsce podczas jej wystąpienia, również została skrytykowana. Prezydent Ligi Katolickiej Bill Donohue nazwał występ Minaj „wulgarnym”. 

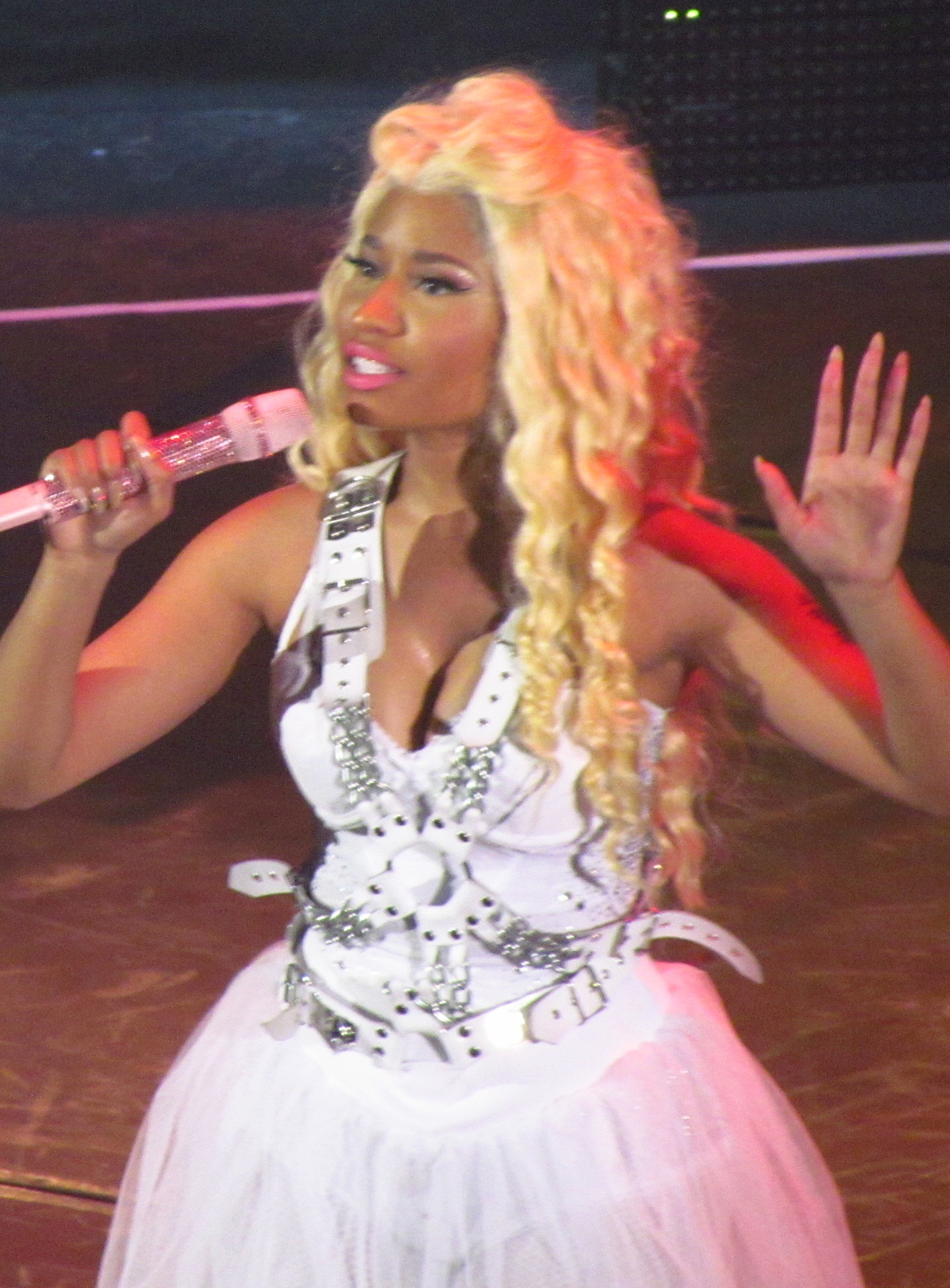
Nicki Minaj występująca w 2012 roku

Minaj rozpoczęła swoją trasę Pink Friday Tour 16 maja 2012 roku. Po niej nastąpiła Pink Friday: Reloaded Tour, rozpoczęta 14 października 2012 roku. Miała być główną gwiazdą Hot 97 Summer Jam na MetLife Stadium w New Jersey 3 czerwca, ale odwołała swój występ tuż przed koncertem po tym, jak DJ Peter Rosenberg ze stacji Hot 97 określił jej singiel „Starships” jako „nieprawdziwy hip-hop”.
W następnym miesiącu Minaj udzieliła głosu Steffie w filmie animowanym Epoka lodowcowa 4: Wędrówka kontynentów (2012). Zdobyła nagrody za najlepszy kobiecy teledysk (za „Starships”) na 2012 MTV Video Music Awards oraz za najlepszy hip-hop na 2012 MTV Europe Music Awards. Jej współpraca z Pearl Future z piosenką „Looking At Me” znalazła się w pierwszej dwudziestce w BBC Radio 1. Rozszerzona wersja Pink Friday: Roman Reloaded, z podtytułem The Re-Up, została wydana 19 listopada 2012 roku. W tym miesiącu, Minaj była tematem trzyczęściowego dokumentu E! zatytułowanego Nicki Minaj: My Truth. Ogłosiła plany własnej wytwórni po podpisaniu kontraktu z Parker Ighile, Brinx, Keisha i Blackout Movement.
We wrześniu Minaj dołączyła do panelu jurorów dwunastego sezonu American Idol z Mariah Carey, Keithem Urbanem i Randym Jacksonem. Przez cały czas występowały nieporozumienia między Carey i Minaj. Nicki opuściła serię pod koniec sezonu.

### 2014–2017: The Pinkprint i inne przedsięwzięcia
Pierwszy teatralny film Minaj Inna kobieta został nakręcony wiosną 2013 roku i miał premierę 25 kwietnia 2014. Zagrała Lydię, asystentkę Carly (w tej roli Cameron Diaz). W 2013 roku Minaj opisała swój trzeci album, The Pinkprint, który ma się ukazać, jako „kontynuację The Re-Up z dużo więcej” i powiedziała, że będzie się koncentrować na jej „hip-hopowych korzeniach”. Podczas wywiadu dla MTV powiedziała, że jej trzeci album to będzie „następny poziom” i że ma „wiele do omówienia”.
W lutym 2014, córka Malcolma X, Ilyasah Shabazz, wyraziła swoje niezadowolenie z powodu grafiki jej zabitego ojca, użytej „niewłaściwie” w singlu „Lookin’ Ass Nigga”. Oświadczenie z posiadłości Malcolma X brzmiało: „Grafika pani Minaj na jej singlu nie przedstawia prawdy o spuściźnie Malcolma X, jest całkowicie lekceważąca i w żaden sposób nie jest popierana przez rodzinę [Shabazz lub Malcolma X]”. Minaj wydała przeprosiny, jednak raperka spotkał się z negatywną reakcją po uwagach pod adresem Shabazz w nagraniu mixtape („Chi-Raq”), które brzmiało: „Córka Malcolma X zmierzyła się ze mną/wyglądające jak dupa czarnuchy nie są szczęśliwe/działam tu z Latin Kingsami i kilkoma innymi gangami w zwykłych khaki”.

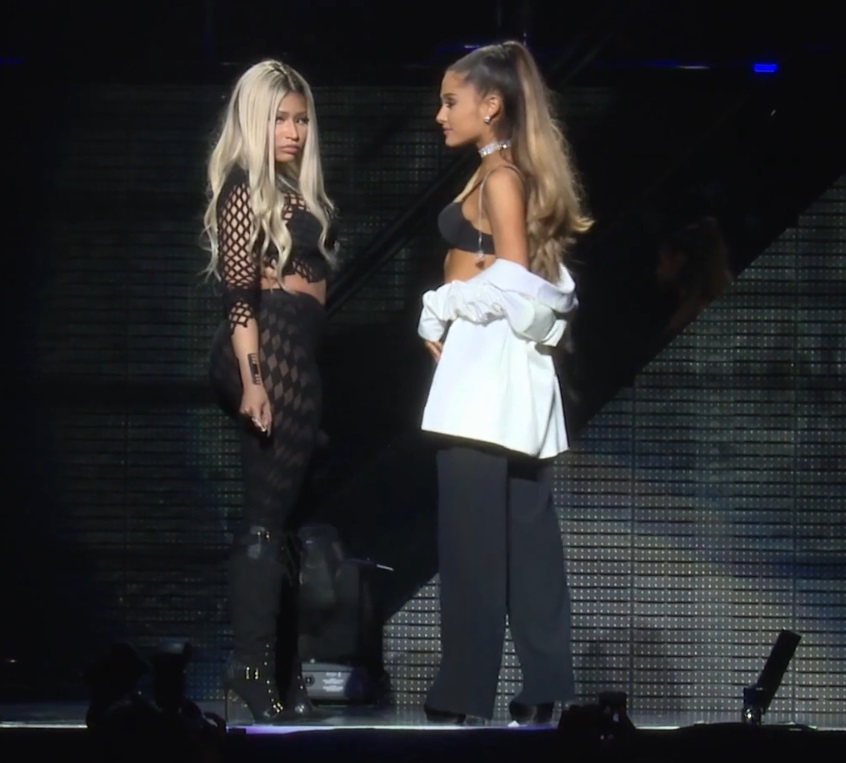
Nicki Minaj (po lewej) występująca z Arianą Grande w 2016

„Pills n Potions” został wydany jako główny singiel The Pinkprint w maju 2014 roku. „Anaconda” został wydany w sierpniu jako drugi singiel, osiągając drugie miejsce na liście Billboard Hot 100, stając się jej najlepiej notowanym singlem w Stanach Zjednoczonych w tamtej chwili. Teledysk do „Anaconda” wzbudził poważne kontrowersje w konserwatywnych mediach i stał się viralem po ukazaniu się w Internecie. Ustanowił 24-godzinny rekord Vevo, gromadząc 19,6 miliona wyświetleń w pierwszym dniu premiery, bijąc rekord Miley Cyrus z „Wrecking Ball”. W grudniu tego roku Minaj otrzymała dwie nominacje do nagrody Grammy, za najlepszą piosenkę rapową („Anaconda”) i za najlepszy występ duetu/grupy pop („Bang Bang” z Jessie J i Arianą Grande).
The Pinkprint został oficjalnie wydany 15 grudnia 2014 roku i zadebiutował na drugim miejscu na amerykańskiej liście Billboard 200, ze sprzedażą w pierwszym tygodniu równą 244 000 egzemplarzy. Po wydaniu album zyskał uznanie krytyków. Na 58. ceremonii rozdania nagród Grammy Minaj otrzymał trzy kolejne nominacje, w tym drugą nominację do najlepszego albumu rapowego za The Pinkprint.
W listopadzie 2014 roku Minaj opublikowała wideo z tekstem (lyrics video), zawierające obrazy w stylu nazistowskim, do swojego trzeciego singla „Only”. Liga Antydefamacyjna od razu wyraziła sprzeciw, twierdząc, że „niepokojące jest to, że nikt z grupy producentów, publicystów i menadżerów Minaj nie podniósł czerwonej flagi w sprawie wykorzystania takich obrazów przed udostępnieniem filmu”. Nazwali to wideo „niewrażliwym na ocalonych z Holokaustu i banalizacją historii tamtej epoki”. Minaj nie miała twórczej kontroli nad wideo.
9 listopada 2014 roku Minaj była gospodarzem MTV Europe Music Awards 2014 w The SSE Hydro w Glasgow w Szkocji. Po raz drugi zdobyła również nagrodę Best Hip-Hop Award. W marcu 2015 r. Minaj wyruszyła w swoją trzecią światową trasę koncertową zatytułowaną The Pinkprint Tour, a także została pierwszą artystką, która jednocześnie notowała cztery piosenki w pierwszej dziesiątce listy przebojów Billboard’s Mainstream R&B/Hip-Hop. Na BET Awards 2015 Minaj zdobyła szóstą z rzędu nagrodę dla najlepszej artystki hip-hopowej, stając się raperką z największą liczbą zwycięstw w tej kategorii.
W sierpniu 2015 roku Madame Tussauds odsłoniło woskową figurkę Minaj, która przedstawiała ją pochyloną na dłoniach i kolanach – pozę z teledysku „Anaconda”. Atrakcja spotkała się z krytyką ze strony niektórych, w tym raperki Azealii Banks i The Independent, którzy nazwali ją „seksistowską” i „rasistowską”. Mimo to Minaj wyraziła aprobatę dla figury woskowej w mediach społecznościowych. Po tym, jak wielu odwiedzających zaczęło robić seksualnie sugestywne zdjęcia z posągiem Minaj, muzeum wprowadziło dodatkowe zabezpieczenia. We wrześniu 2015 roku ogłoszono, że Minaj będzie producentem wykonawczym i pojawi się w serialu komediowym dla ABC Family (obecnie Freeform) opartym na jej życiu w Queens w Nowym Jorku. Program nosił tytuł Nicki, a odcinek pilotażowy został nakręcony w rodzinnym mieście Minaj w styczniu 2016 r. W październiku 2016 r. Minaj stwierdziła, że kręcenie filmu zostało przełożone z nieujawnionych powodów.

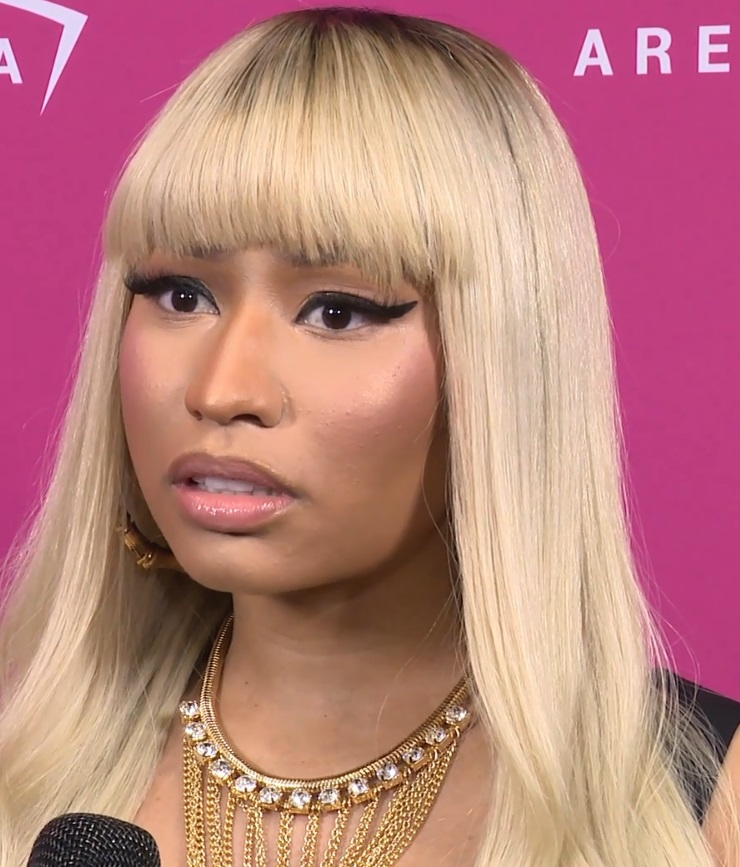
Nicki w 2016

W maju 2015 roku ogłoszono, że Minaj pojawi się w trzeciej odsłonie serii filmów Barbershop, obok Ice Cube, Cedric the Entertainer, Eve i innych oryginalnych członków obsady. Zatytułowany Barbershop: Na ostro, film został wydany 15 kwietnia 2016 roku i spotkał się z uznaniem krytyków, uzyskując średni wynik 93% na Rotten Tomatoes. Postać Minaj w filmie to „bezczelny” fryzjer o imieniu Draya. Za rolę była nominowana do nagrody Teen Choice Award dla najlepszej aktorki filmowej: komedia.
W lutym 2017 roku Minaj pojawiła się na singlu Jasona Derulo „Swalla”, który dotarł do pierwszej dziesiątki w kilku krajach, w tym do szóstego miejsca na brytyjskiej liście singli. W następnym miesiącu Minaj podpisał kontrakt z główną agencją modelek Wilhelmina Models. 20 marca 2017 r., kiedy jednocześnie ukazały się jej single „No Frauds”, „Changed It” i „Regret in Your Tears”, Minaj pobiła rekord największej liczby wejść na Billboard Hot 100 artystki. Rekord należał wcześniej do Arethy Franklin. Rekord ten został później pobity przez Taylor Swift w grudniu 2020 roku. W maju Minaj otworzyła rozdanie Billboard Music Awards 2017 składanką, którą pisarz Rolling Stone opisał jako „ekstrawagancko wyprodukowana” i „zręczna”.
Przez pozostałą część 2017 roku Minaj występował gościnnie w kilku singlach, w tym w „MotorSport” Migosów i „Rake It Up” Yo Gottiego, z których oba znalazły się w pierwszej dziesiątce listy Billboard Hot 100, zajmując odpowiednio miejsca szóste i ósme. Wystąpiła również w utworze Katy Perry „Swish Swish”, który dostał się na 46 miejsce listy przebojów i uzyskał status platyny w Stanach Zjednoczonych i Kanadzie.

### 2018–2019:Queen

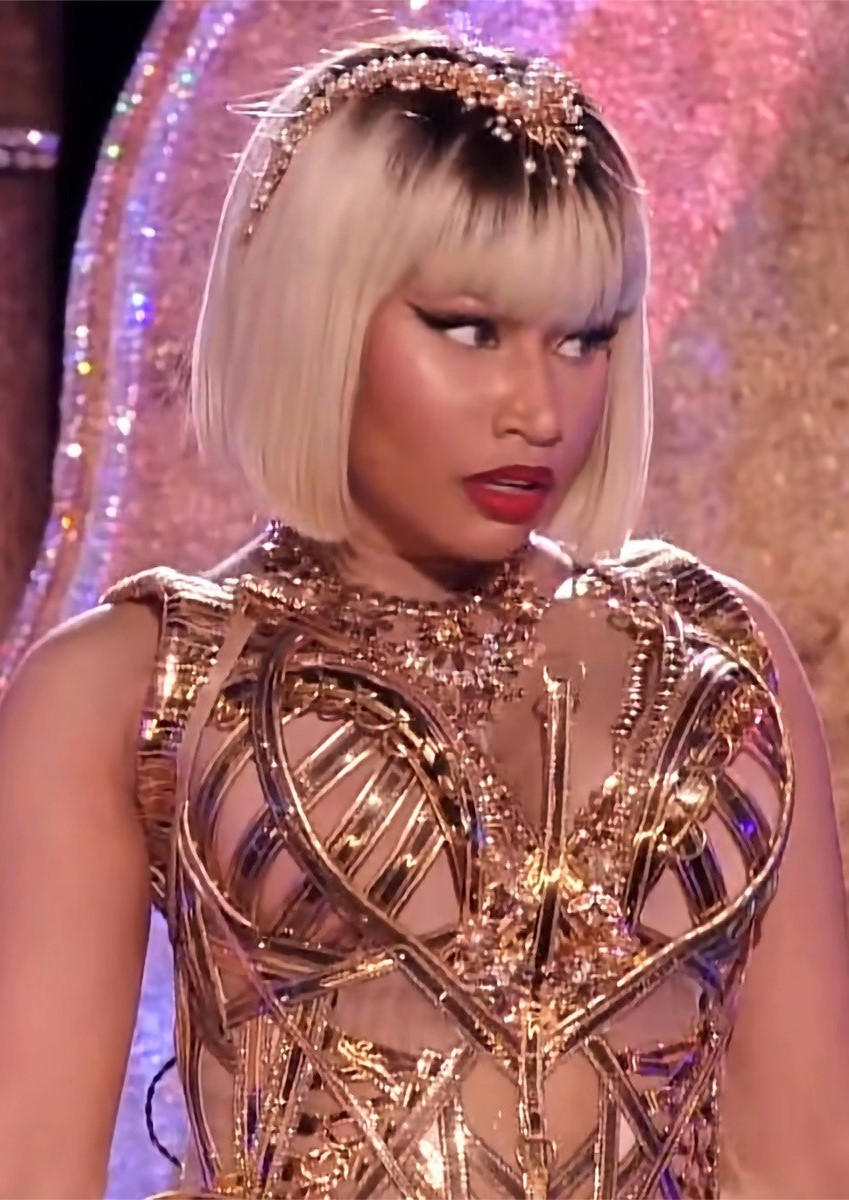
Nicki Minaj występująca na MTV Video Music Awards w 2018

Minaj ogłosiła swój czwarty album, Queen, na czerwonym dywanie podczas Met Gali w 2018 roku. Album miał zostać wydany 15 czerwca 2018 r., ale był wielokrotnie opóźniany, zanim został wydany 10 sierpnia 2018 r. Jego główny singiel „Chun-Li” został wydany 12 kwietnia 2018 r. i zajął 10 miejsce. na liście Billboard Hot 100. Wystąpiła w programie Saturday Night Live oraz na rozdaniu BET Awards 2018. Inny singiel, „Barbie Tingz”, został wydany wraz z „Chun-Li”, ale nie trafił do ostatecznej wersji albumu. Jest jednak zawarty w wersji Target albumu. Drugi singiel z Queen, „Bed”, z udziałem Ariany Grande, został wydany 14 czerwca 2018 r. Wraz z premierą albumu i zajął 42 miejsce na liście Hot 100. 22 lipca 2018 r. singiel Tekashiego 6ix9ine „Fefe”, w którym pojawiła się Minaj, został wydany i zadebiutował na czwartym miejscu listy Billboard Hot 100. „Fefe” było najwyższym gościnnym wykonaniem, pokonując szóste miejsce „Bang Bang” w 2014 roku. Później znalazł się na 3 miejscu i został dodany do Queen w połowie pierwszego tygodnia od wydania.
Dzień przed wydaniem albumu Minaj uruchomiła własną audycję radiową Beats 1, Queen Radio. Queen zadebiutował na drugim miejscu na amerykańskiej liście Billboard 200 z 185 000 sprzedanymi egzemplarzami. Zadebiutował również na piątym miejscu w Wielkiej Brytanii i czwartym w Australii, co oznacza najwyższy debiut w karierze Minaj w tym drugim kraju. Debiutując na drugim miejscu na liście Billboard 200, Minaj wyraziła frustrację i skrytykował kilka osób w jej serii tweetów, w tym Travisa Scotta, którego album Astroworld zajął pierwsze miejsce przez drugi tydzień z rzędu, blokując Queen z debiutu na pierwszym miejscu. Wszystko to zostało skrytykowane przez kilka serwisów informacyjnych i komentatorów. Queen otrzymała ogólnie przychylne recenzje, choć niektórzy krytycy nie zgadzali się z długością i treścią liryczną albumu.
Pomimo mieszanej reakcji krytyków i zauważalnego spadku słuchalności radiowej dla swoich singli, album otrzymał platynę od RIAA za sprzedaż ponad 1 miliona egzemplarzy.
20 sierpnia Minaj zdobyła swoją czwartą nagrodę MTV Video Music Award za teledysk „Chun-Li” podczas 35. corocznej ceremonii. W tym samym miesiącu ukazał się singiel BTS „Idol” z Minaj. Zadebiutował na 11. miejscu na liście Billboard Hot 100, co czyni go drugim co do wielkości utworem tej grupy na listach przebojów. 12 października 2018 roku brytyjska grupa Little Mix wydała singiel z Minaj pt. „Woman Like Me”, który zadebiutował na piątym miejscu w Wielkiej Brytanii. Teledysk, w którym Minaj ma na sobie „elżbietańską kryzę i niewiele więcej”, został wydany tego samego miesiąca. Jeden z scenarzystów BBC stwierdził, że teledysk „porusza stereotypy związane z płcią”. Minaj pojawiła się w piosence Tyga’i „Dip”, która osiągnęła 63 miejsce na liście Hot 100, co uczyniło ją pierwszą artystką, która ma 100 pozycji na liście. Później wzięła udział w corocznym wydarzeniu Billboard Women in Music, otrzymując za to nagrodę Game Changer Award.

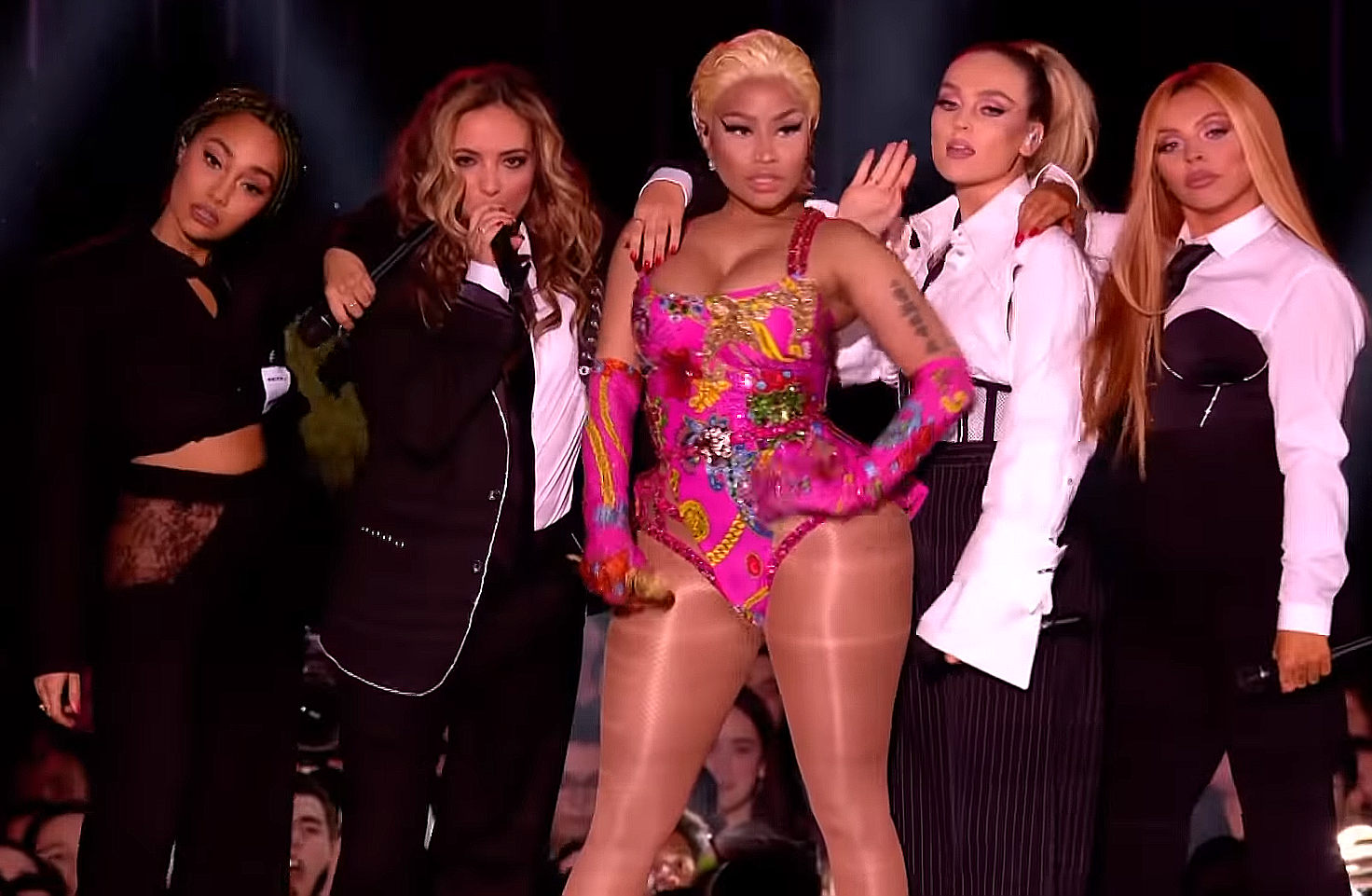
Nicki Minaj (pośrodku) występująca z Little Mix na MTV Europe Music Awards w 2018

Minaj brał także udział w szeregu festiwali muzycznych. 2 września 2018 r. Minaj była jedną z głównych postaci corocznego festiwalu Made in America i doznała awarii garderoby. W listopadzie 2018 roku Minaj została zaproszony na festiwal muzyczny DWP w Chinach, ale nie wystąpiła z powodu problemów z firmą organizującą to wydarzenie. W kwietniu 2019 roku Minaj wystąpiła gościnnie na festiwalu muzyki i sztuki Coachella Valley w 2019 roku podczas występu Ariany Grande wraz z nią przy ich kolaboracjach „Side to Side” i „Bang Bang”. Jednak wystąpiły problemy techniczne ze słuchawką. W tym samym miesiącu Minaj rozstała się ze swoim wieloletnimi menadżerami po porozumieniu.
W czerwcu 2019 roku Minaj wydała swoją pierwszą solową piosenkę z 2019 roku, zatytułowaną „Megatron”. W lipcu dostarczyła informacje o swoim nadchodzącym piątym albumie studyjnym, kiedy pojawiła się w programie The Tonight Show z udziałem Jimmy’ego Fallona, stwierdzając: „Jesteś pierwszy, który się dowie...oczywiście, że jest nowy album”. Wystąpiła w piosence „Hot Girl Summer” u boku Megan Thee Stallion i Ty Dolla Signa w sierpniu 2019 roku, która zadebiutowała na 11. miejscu listy Billboard Hot 100. Minaj podłożyła głos w Angry Birds 2, wydanym w tym samym miesiącu. 1 listopada 2019 roku Minaj pojawiła się w soundtracku filmu „Aniołki Charliego” w utworze „Bad To You”, wraz z Arianą Grande i Normani. Piosenka zadebiutowała na 51 miejscu w Wielkiej Brytanii. W następnym tygodniu „Tusa” – współpraca Minaj z kolumbijską piosenkarką Karol G, została wydana na platformy streamingowe. Utwór zajął 42 miejsce na liście Billboard Hot 100 i dotarł na szczyty wielu innych list przebojów, w szczególności listy Billboard Hot Latin Songs i Billboard Argentina Hot 100, gdzie przez 6 kolejnych miesięcy utrzymywał się na pierwszej pozycji listy przebojów (najdłuższy okres w historii listy).

### 2020–2021: Współprace i ponowne wydanieBeam Me Up Scotty
Po przerwie w mediach społecznościowych wróciła na Twittera i Instagrama 30 stycznia 2020 r., aby ogłosić swój występ jako jurorka w premierowym odcinku dwunastego sezonu amerykańskiej serii reality show RuPaul’s Drag Race. Następnego dnia ukazała się jej współpraca z amerykańską piosenkarką Meghan Trainor zatytułowana „Nice to Meet Ya”, której towarzyszył teledysk. Wkrótce po opublikowaniu fragmentu nowego, nienazwanego utworu, Minaj ogłosiła, że wróci do muzyki ze swoją pierwszą solową piosenką z 2020 roku, zatytułowaną „Yikes”, która ukazała się 7 lutego 2020 roku.
1 maja 2020 roku amerykańska raperka Doja Cat współpracowała z Minaj w dwóch remiksach swojej piosenki „Say So”. W tym tygodniu remiks znalazł się na szczycie listy Billboard Hot 100, stając się pierwszym singlem Minaj, który osiągnął pierwsze miejsce. Oznaczało to również, że po raz pierwszy piosenka dwóch rapujących artystek dotarła na szczyt listy przebojów i była to pierwsza kolaboracja kobiet od czasu „Fancy” Iggy Azalei z udziałem Charli XCX (2014), która znalazła się na szczycie listy przebojów. Minaj pobiła również rekord najdłuższego oczekiwania na wejście na szczyt Hot 100, ponieważ remiks stał się jej 109. pozycją na liście. Minaj przez dwa tygodnie występował jako główny artysta. 12 czerwca 2020 6ix9ine i Minaj wydali „Trollz”, który stał się ich trzecią współpracą. Zadebiutował na szczycie Hot 100, stając się drugim numerem jeden Minaj. To uczyniło Minaj drugą raperką, która zadebiutowała na szczycie listy Hot 100 od czasu, gdy Lauryn Hill zrobiła to w 1998 roku z „Doo Wop (That Thing)”. Gdy spadł do 34, „Trollz” stał się pierwszym singlem, który spadł o ponad 30 pozycji w drugim tygodniu po debiucie na pierwszym miejscu, bijąc rekord największego spadku z pierwszego w kraju w tamtym czasie. Rekord został pobity przez „Willow” Taylor Swift, która po debiucie na szczycie listy spadła do 38.
30 lipca 2020 roku Minaj współpracowała z ASAP Ferg i MadeinTYO przy utworze „Move Ya Hips”. Spadając o 80 miejsc w drugim tygodniu z miejsca 19 na 99, singiel pobił rekord największego spadku w historii Hot 100. Prawie miesiąc później Minaj pojawiła się w utworze Ty Dolla Sign „Expensive” i pojawiła się w teledysku do niego. Nadal pojawiała się jako główna artystka w kilku piosenkach pod koniec 2020 roku i wydała „What That Speed Bout!?” z Mike Will Made It i YoungBoy Never Broke Again 6 listopada. Później tego samego miesiąca Minaj ogłosiła sześcioczęściowy serial dokumentalny, opisujący ostatnie lata jej życia. Będzie miał premierę w HBO Max.
7 maja 2021 roku „LLC”, utwór z jej czwartego albumu Queen, znalazł się na szczycie list przebojów iTunes w USA po tym, jak jej fani zorganizowali „LLC Party” w mediach społecznościowych, aby zachęcić innych do słuchania i pobierania utworu. To sprawiło, że Queen stał się albumem (w wykonaniu kobiety rapera) z największą liczbą hitów w historii iTunes w USA.
14 maja 2021 roku Minaj wydała reedycję jej mixtape’u Beam Me Up Scotty z 2009 roku. Znalazł się on również pierwszy raz na platformach stremingowych. Piosenka z reedycji, zatytułowana Seeing Green z udziałem raperów Drake’a i Lila Wayne’a, trafiła na szczyt amerykańskich list przebojów iTunes wkrótce po jej wydaniu. Mixtape zadebiutował na drugim miejscu listy Billboard 200, czyniąc Beam Me Up Scotty najwyżej notowanym mixtapem raperki w historii. Piosenka Seeing Green została uznana przez magazyn HipHopDX za jedną z najlepszych hip-hopowych piosenek 2021 roku, a zwrotka Minaj z Fractions została osadzona na 10. miejscu w „Najlepszych rapowych wersach 2021” według magazynu Complex.
14 września 2021 r. Minaj rozstała się ze swoim poprzednim menedżerem Irvingiem Azoffem i jest teraz zarządzana przez spółkę menedżerską SALXCO, która zajmuje się m.in. The Weekndem i Doją Cat. 28 września 2021 Jesy Nelson wydała, przy współpracy z Minaj, swój solowy debiut zatytułowany „Boyz”. W październiku 2021 r. Minaj została ujawniona jako gospodarz ponownego spotkania uczestników szóstego sezonu The Real Housewives of Potomac. W tym samym miesiącu wystąpiła też gościnnie w utworze "Always Love You" Eltona Johna wraz z Youngiem Thugiem.
W listopadzie 2021 roku jej singiel z 2011 roku z Pink Friday "Super Bass" otrzymał certyfikat diamentowy od RIAA, co czyni ją drugą żeńską raperką, która otrzymała diamentowy certyfikat dla piosenki. Minaj po raz szósty wygrała nagrodę Best Hip Hop w MTV Europe Music Awards 2021. Minaj zdobyła również nagrodę "People’s Champ" z corocznych nagród magazynu hip-hopowego XXL. Była to jedyna nagroda, która według XXL była głosowana przez fanów.

### 2022–obecnie:Pink Friday 2
27 stycznia 2022 Minaj zapowiedziała nowy singiel „Do We Have A Problem?” z amerykańskim raperem Lil Babym. Został wydany 4 lutego, wraz z teledyskiem, który został wyreżyserowany przez Benny’ego Booma i w którym gościnnie wystąpili aktorzy Joseph Sikora i Cory Hardrict. Inspiracją do powstania teledysku była kreacja Angeliny Jolie w filmie Salt z 2010 roku. Utwór dotarł do 2 miejsca na Billboard Hot 100 i zajął 1 miejsce na Digital Song Sales, co uczynił go najlepij sprzedającą się piosenką w 2022 w USA. W teledysku pojawił się również fragment kolejnego utworu, który ma zostać wydany, zatytułowanego "Bussin". Został on wydany tydzień później – 11 lutego 2022. Utwór zadebiutował na 20 miejscu Billboard Hot 100 i na 5 miejscu Digital Song Sales.
W promocyjnym wywiadzie Apple Music z Zane Lowe, Minaj powiedziała, że jej piąty album "nadejdzie bardzo szybko". Wystąpiła również w programie The Late Late Show with James Corden, gdzie ujawniła swoje plany dotyczące wydania albumu przed latem 2022 roku. W specjalnym Q&A z TikTok z okazji Black History Month, opisała swój album jako "zabawa, gangsterka i powrót do podstaw". Podkreśliła też, jak bardzo jest wdzięczna twórcom czarnoskórym i LGBT. Ponadto gwiazda wystąpiła na Wireless Festival w Londynie, który odbył się w lipcu 2022 roku. 18 marca została wydana współpraca amerykańskiej raperki Coi Leray z Nicki Minaj zatytułowana "Blick Blick" wraz z teledyskiem.
25 marca 2022 roku Minaj niespodziewanie wydała utwór "We Go Up" z udziałem nowojorskiego rapera Fivio Foreign. Utwór, który jest utrzymany w stylu drillu, został początkowo zapowiedziany na koncie Minaj na TikToku, a później fani poprosili ją o wydanie singla.
W lipcu 2022 Minaj zapowiedziała nowy singiel z jej nadchodzącego albumu o tytule "Freaky Girl”, przemianowany później na "Super Freaky Girl" wraz z krótkim urywkiem. Dzięki ogłoszeniu, #NickiFreakyGirl stał się jednym z najczęściej tweetowanych hashtagów na Twitterze. Został wydany 12 sierpnia, tuż przed wznowieniem jej audycji radiowej Queen Radio 11 sierpnia. Singiel osiągnął 1 miejsce na liście Billboard, tym samym został pierwszą solową piosenką Minaj, która osiągnęła szczyt tej listy. Krótko po wydaniu oryginału, piosenka otrzymała swój remix w postaci "Super Freaky Girl (Roman Remix)", gdzie Minaj wprowadziła swoje dawne alter-ego. 9 września, utwór otrzymał kolejny remix nazwany "Super Freaky Girl (Queen Mix)" gościnnie z pięcioma innymi raperkami: JT, Bia, Katie Got Bandz, Akbar V i Maliibu Miitch.
Utwór wraz z pozostałymi singlami został umieszczony na składance Queen Radio: Volume 1, razem z jej największymi hitami. Kompilacja została wydana 28 sierpnia 2022. Znalazł się na niej również nowy utwór "Little Miss (with Skeng)".
12 września, Yung Bleu wydał swój singiel "Love In The Way", w którym Minaj gościnnie wystąpiła. Teledysk do piosenki został wydany tydzień później - 19 września. W listopadzie 2022 roku Minaj uczestniczyła w nagraniach wraz z raperem Malumą oraz piosenkarką Myriam Fares. Owocem tej współpracy był oficjalny hymn FIFA World Cup 2022 zatytułowany "Tukoh Taka". Po wydaniu piosenki, Minaj wypuściła jeszcze parę wydawnictw wraz z innymi wykonawcami, a także swój solowy promujący singiel "Red Ruby Da Sleeze".
23 lipca 2023 roku Minaj razem z zespołem Aqua oraz raperką Ice Spice wydała singiel "Barbie World" będący jedną z piosenek reklamujących najnowszy film "Barbie". Wydawnictwo zadebiutowało na 7 miejscu listy Billboard, a także znalazło się na kompilacji promującej film pod nazwą "Barbie: The Album".
Drugi oficjalny singiel "Last Time I Saw You" pojawił się 1 września oraz zadebiutował na 23 miejscu listy Billboard. Minaj wystąpiła także podczas gali MTV Video Music Awards 2023, prezentując również swoje najnowsze wydawnictwo, a także nową piosenkę o nazwie "Big Difference", której urywek, tego samego dnia, udostępniła w serwisie YouTube. Od czerwca 2023 Minaj zdążyła wyjawić wiele faktów o swoim nadchodzącym albumie - ujawniła jego tytuł "Pink Friday 2", ponad 5 jego okładek oraz datę wydania, którą oficjalnie został 8 grudnia 2023. Na wydawnictwie znalazły się 22 utwory, a w niedługim czasie Minaj wyraziła chęć wydania wersji deluxe albumu.

## Dzieciństwo
Onika Tanya Maraj urodziła się w Saint James, Port-of-Spain na Trynidadzie 8 grudnia 1982 roku. Jej ojcem był Robert Maraj (zm. 2021), dyrektor finansowy i piosenkarz gospelowy na pół etatu. Jej matka, Carol Maraj, jest także piosenkarką gospelową o pochodzeniu afro-trynidadzkim. Carol w młodości Minaj pracowała w działach płac i księgowości. Ojciec Minaj był uzależniony od alkoholu, padł ofiarą tzw. „epidemii narkotykowej” i miał gwałtowny temperament, co spowodowało, że spalił ich dom w grudniu 1987 roku. Nicki ma starszego brata imieniem Jelani, młodszego brata imieniem Micaiah i młodszą siostrę imieniem Ming.
Jako dziecko Minaj i jej starszy brat Jelani dorastali z babcią w Saint James w gospodarstwie domowym z jedenastoma kuzynami. Matka Minaj, Carol Maraj, pracowała na wielu posadach w Saint James, zanim otrzymała Zieloną Kartę w wieku 24 lat. Następnie przeniosła się do Bronxu w Nowym Jorku, aby uczęszczać do Monroe College, pozostawiając Minaj i Jelani w Trynidadzie z babcią. W końcu, kiedy Minaj miała pięć lat, Carol dostała swój pierwszy dom przy 147 ulicy w południowej Jamajce w Queens i przeniosła Minaj i Jelaniego, aby zamieszkali z nią i ich ojcem. Minaj wspomina: „Nie sądzę, żebym była bardzo zdyscyplinowana w moim domu. Moja mama mnie motywowała, ale nie był to surowy dom. Troszkę chciałam mieć surowy dom”. Minaj z powodzeniem przeszła przesłuchanie do szkoły im. Fiorello H. LaGuardia High School of Music & Art and Performing Arts, która koncentruje się na sztukach wizualnych i występach. Po ukończeniu studiów Minaj chciała zostać aktorką i została obsadzona w sztuce off-Broadway In Case You Forget w 2001 roku.
W wieku 19 lat, gdy borykała się z karierą aktorską, pracowała jako kelnerka w restauracji Red Lobster na Bronksie, ale została zwolniona za nieuprzejmość wobec klientów. Powiedziała, że została zwolniona z „co najmniej 15 miejsc” z podobnych powodów. Jej prace obejmowały przedstawiciela obsługi klienta i zarządzanie biurem na Wall Street. Wspomina, że kupiła BMW jako 19-latka za pieniądze z kelnerki.

## Charakterystyka twórczości

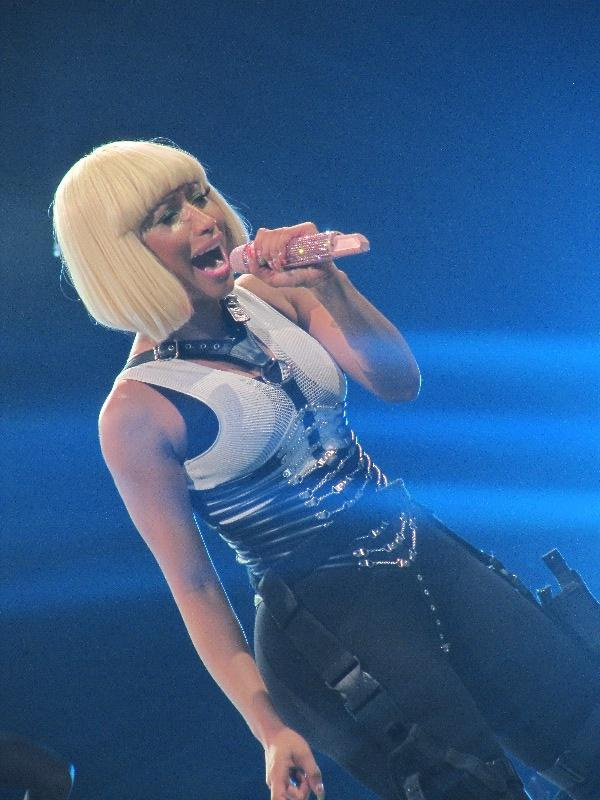
Nicki Minaj podczas trasy The Femme Fatale Tour w 2011

### Styl muzyczny
Minaj jest znana ze swojego niezwykłego stylu rapowania i wyjątkowego flow. Jej rap jest charakterystyczny ze względu na szybkość oraz użycie alter ego i akcentów, głównie brytyjskiego cockney. W swoich piosenkach często zarówno śpiewa, jak i rapuje, łącząc w swojej pracy metafory, puentę i grę słów. Jej alter ego są wkomponowane w jej teksty z brytyjskimi akcentami (Roman Zolanski) lub cichością (Harajuku Barbie). Ice-T powiedział o rapowym stylu Minaj: „[Minaj] robi swoje. Ma swój własny sposób. Ma świetny sposób wokalu. Przypomina mi trochę kobiecą wersję Busta Rhymes, na przykład sposób, w jaki rzuca głosem w różnych kierunkach”.

Kiedy zaczęłam rapować, ludzie próbowali zrobić ze mnie typowego nowojorskiego rapera, ale nim nie jestem. Nie mam nic do nowojorskich raperów, ale nie chcę, aby ludzie mnie słyszeli i wiedzieli dokładnie, skąd jestem.

Uznana za rapera, lubi gatunki muzyki elektronicznej (zwłaszcza electropop). Pink Friday oznaczał jej eksplorację gatunków, dając początek piosenkom electro, w tym popowym „Super Bass”. Łącząc także rap z muzyką syntezatorową, drugi album Minaj zawierał kilka piosenek electro-hop i electro pop: „HOV Lane”, „Whip It”, „Automatic”, „Come on a Cone”, „Young Forever”, „Fire Burns”, „Roman Holiday” i „Beez in the Trap”; podczas gdy „Starships” to piosenka eurodance. Współpracowała z innymi artystami, co doprowadziło do powstania bardziej elektronicznych piosenek: „The Boys” z piosenkarką Cassie oraz „Beauty and a Beat” z Justinem Bieberem.
Jej wers z „Monster” Kanye Westa spotkał się z uznaniem krytyków i w znacznym stopniu przyczynił się do jej popularności; wielu krytyków twierdziło, że miała w piosence najlepszą zwrotkę. Jej zwrotka została uznana przez Complex za najlepszą zwrotkę rapową 2010 roku. West twierdził w pewnym momencie, że rozważał usunięcie jej wersetu z utworu, ponieważ obawiał się, że przyćmi to jego własną pracę:
To był taki moment, kiedy pomyślałem o usunięciu zwrotki Nicki z „Monster”, ponieważ wiedziałem, że ludzie powiedzieliby, że to najlepsza zwrotka na najlepszym albumie hiphopowym wszech czasów lub ewentualnie na jednym z top 10. I wykonałbym całą tę pracę, osiem miesięcy pracy nad „Dark Fantasy”, a ludzie do dziś mówią mi: „Moją ulubioną rzeczą była zwrotka Nicki Minaj”. Więc jeśli pozwolę mojemu ego wyciągnąć ze mnie to, co najlepsze, zamiast pozwolić tej dziewczynie dostać szansę, aby ta platforma była wszystkim, czym mogła być, zdjąłbym ją lub zmarginalizowałbym ją, spróbowałbym powstrzymać ją przed tym błyszczącym momentem…

### Alter ego
Podczas gdy jej rodzice często kłócili się w dzieciństwie, Minaj żyła postaciami, które stworzyła i była to jej droga ucieczki. Przypomniała sobie, że „fantazja była moją rzeczywistością”, a jej pierwszą tożsamością była Cookie, która stała się Harajuku Barbie i (później) Nicki Minaj. W listopadzie 2010 roku Minaj stworzyła alter ego Nicki Teresa, nosząc kolorowe nakrycie głowy i nazywając siebie „uzdrowicielką dla swoich fanów” – podczas wizyty w Fundacji Garden of Dreams w Fuse Studios w Nowym Jorku. Wprowadziła inne alter ego, Rosę (wymawiane z przesadnym R), aby upamiętnić swój występ w grudniu 2010 roku w Lopez Tonight.
Jednym z najbardziej znanych alter ego Minaj jest „demon wewnątrz niej” o nazwisku Roman Zolanski (reżysera filmowego Romana Polańskiego ze zmodyfikowanym nazwiskiem), „brat bliźniak” Minaj, którego postać przyjmuje, gdy jest zła. Roman został porównany do alter ego Eminema Slim Shady, a w „Roman’s Revenge” Minaj i Eminem współpracują jako swoje alter ego. Powiedziała, że na jej następnym albumie będzie dużo Romana: „A jeśli nie znasz Romana, to wkrótce go poznasz. To chłopiec, który żyje we mnie. Jest wariatem i jest gejem i będzie tam dużo przebywał. Roman ma matkę, Marthę Zolanski, która pojawiła się w „Roman’s Revenge” z brytyjskim akcentem i po raz pierwszy zaśpiewała na „Roman Holiday”. Martha pojawiła się w teledysku do „Moment 4 Life” jako wróżka chrzestna Nicki.

### Inspiracje
Minaj wymienia Foxy Brown i Jay-Z jako główne inspiracje: „Naprawdę kochałam [Foxy] jako rapperkę. Byłam bardzo zainteresowana jej umysłem i jej aurą [i] byłam naprawdę bardzo zaangażowana w Jay-Z. Ja i moi przyjaciele z liceum, recytowaliśmy wszystkie teksty Jay-Z. Jego teksty były naszymi słowami w naszych rozmowach przez cały czas”. Powiedziała dalej: „Nigdy tak naprawdę nie powiedziałam Foxy, jak bardzo na mnie wpłynęła i jak bardzo zmieniła moje życie, a musisz to powiedzieć ludziom, kiedy będą żyli, aby móc nawet przyjąć komplement, zamiast oddawać im hołd, kiedy już ich tu nie ma”, dodając, że Foxy Brown była dla niej „najbardziej wpływową raperką”, chociaż początkowo porównywano ją do Lil’ Kim, kiedy zadebiutowała. Nicki i Lil Kim, często wymieniani jako główny rywal rapowy Foxy, wymieniali ze sobą słowa w mediach społecznościowych i w swojej muzyce. Minaj i Foxy współpracowali przy utworze „Coco Chanel” z czwartego albumu Minaj – Queen.
Jada Pinkett Smith jest jednym z wzorców do naśladowania Minaj w jej karierze aktorskiej. Minaj zainspirowała się Monicą, piosenkarką R&B, śpiewającą „Why I Love You So Much” na każdym pokazie talentów, w którym brała udział. Występując w Atlancie w ramach swojej Pink Friday Tour, nazwała Monicę jednym ze swoich największych muzycznych wpływów wszech czasów. Minaj wymieniała również Madonnę, Enyę, Lila Wayne’a, Eminema, Beyoncé, Kanye Westa, Trinę i Drake’a.
Nazwała Betsey Johnson inspiracją modową: „[Betsey] jest wolnym duchem. Kiedy spotkałam ją pewnego dnia, czułam, że znam ją przez całe życie. Jest taka ciepła, troskliwa i opiekuńcza. Jest niesamowicie utalentowana, a ja nosiłam jej ubrania od zawsze, więc spotkanie z nią było jak: „Yay!”, kłaniałam się jej, ona jest zajebista!” Minaj wyraziła również uznanie dla stylu Cyndi Lauper i tego, jak jej filmy zainspirowały ją jako nastolatkę: „Kiedy po raz pierwszy poszłam na farbowanie włosów, miałam około 14 lat i chciałam blond pasemka. Kosmetyczka powiedziała: „Nie, musisz dać matkę do telefonu”, a ja tylko płakałam i błagałam. Zawsze eksperymentowałam. Filmy Cyndi Lauper – to mnie zaintrygowało”.

## Wizerunek

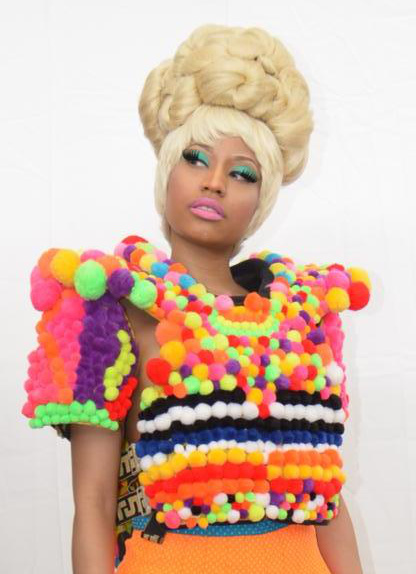
Na początku swojej kariery Minaj często nosiła kolorowe kostiumy, kosmetyki i peruki

W 2012 roku redaktor New York Timesa powiedział, że niektórzy uważają ją za „najbardziej wpływową raperkę wszech czasów”. Minaj została nazwana „czarnoskórą Lady Gagą” ze względu na jej kolorowe kostiumy i peruki. W jednym wywiadzie Minaj odrzuciła porównanie, ale w innym powiedziała, że inspiruje ją kreatywność Gagi. Minaj wymieniła Alexandra McQueena, Gianniego Versace i Christiana Louboutina jako swoich ulubionych projektantów. The Huffington Post opisał jej styl jako „podejmujący ryzyko” i „daleko idący”, z „odważnymi wyborami krawieckimi”. Yahoo! nazwał jej sukienkę „kolorową” i „szaloną” oraz napisał, że „świat mody i muzyki z pewnością byłby bardzo cichy bez pani Minaj”. Minaj była kilkakrotnie umieszczana na corocznej liście Maxim Hot 100. Jej budowa ciała, zwłaszcza pośladki, przyciągnęły uwagę mediów.
Minaj mówiła o feminizmie w wywiadzie dla Vogue w 2015 roku, mówiąc: „Są rzeczy, które robię, których feministki nie lubią, i są rzeczy, które robię, które im się podobają. Nie nazywam tak siebie”. W 2018 roku wywiad z Elle, w którym omawiała prostytutki, swój własny seksapil i seksualność w muzyce i mediach społecznościowych, spotkał się z krytyką. W magazynie The New York Times krytyk muzyczny Vanessa Grigoriadis powiedziała, że Minaj „stała się ekspertem w modelowaniu sposobów, w jakie kobiety mogą sprawować władzę w branży dla siebie i mówi własnym zdaniem.”
Na początku swojej kariery uczyniła autografy na piersi częścią swojego ruchu, aby wzmocnić pozycję kobiet. W 2010 roku powiedziała, że chociaż początkowo czuła się zobowiązana do naśladowania prowokacyjnych zachowań „raperek tamtych czasów”, zamierzała ujarzmić swoją seksualność, ponieważ „chce, aby ludzie – zwłaszcza młode dziewczyny – wiedzieli o tym, że w życiu, nic nie będzie oparte na seksapilu. Musisz mieć coś innego do tego” Jednak później w swojej karierze Minaj wykorzystała swoją seksualność i często przyciągała uwagę mediów ze względu na swoje jednoznacznie seksualne i prowokujące teksty, występy i obecność w mediach społecznościowych. Komentatorzy i krytycy często debatują, czy praca Minaj wzmacnia pozycję kobiet, czy też je uprzedmiotawia.
Okładka i teledysk do jej singla „Anaconda” z 2014 roku wywołały poważne kontrowersje po wydaniu. Teledysk został obejrzany 19,6 miliona razy w ciągu pierwszych 24 godzin od wydania, co pobiło ówczesny rekord Vevo (wcześniej ustanowiony również przez nią). Krytycy nazwali wideo i okładkę „zbyt nieprzyzwoitymi”, podczas gdy inni chwalili Minaj za „posiadanie swojej seksualności”, przyglądając się jej pracy z perspektywy feministycznej. Pisarz dla The Guardian powiedział o piosence i teledysku „Anaconda”: „Minaj dosłownie wciska się w odę Sir Mix-A-Lota do pośladków z Anacondą, zamieniając klasyczną piosenkę w rozmowę i nie pozwalając kamerze na obiektywizację jej tańca na kolanach, utrzymując go w oddaleniu, na odległość”.
Billboard umieścił Minaj na czwartym miejscu najbardziej aktywnych muzyków w mediach społecznościowych na liście Social 50 z marca 2011 roku. Minaj jest także najczęściej obserwowanym raperem na świecie na Instagramie z 133 milionami obserwujących. Na Twitterze jest jedną z najczęściej obserwowanych raperów, z 22 milionami obserwujących ją osób.

## Działalność charytatywna

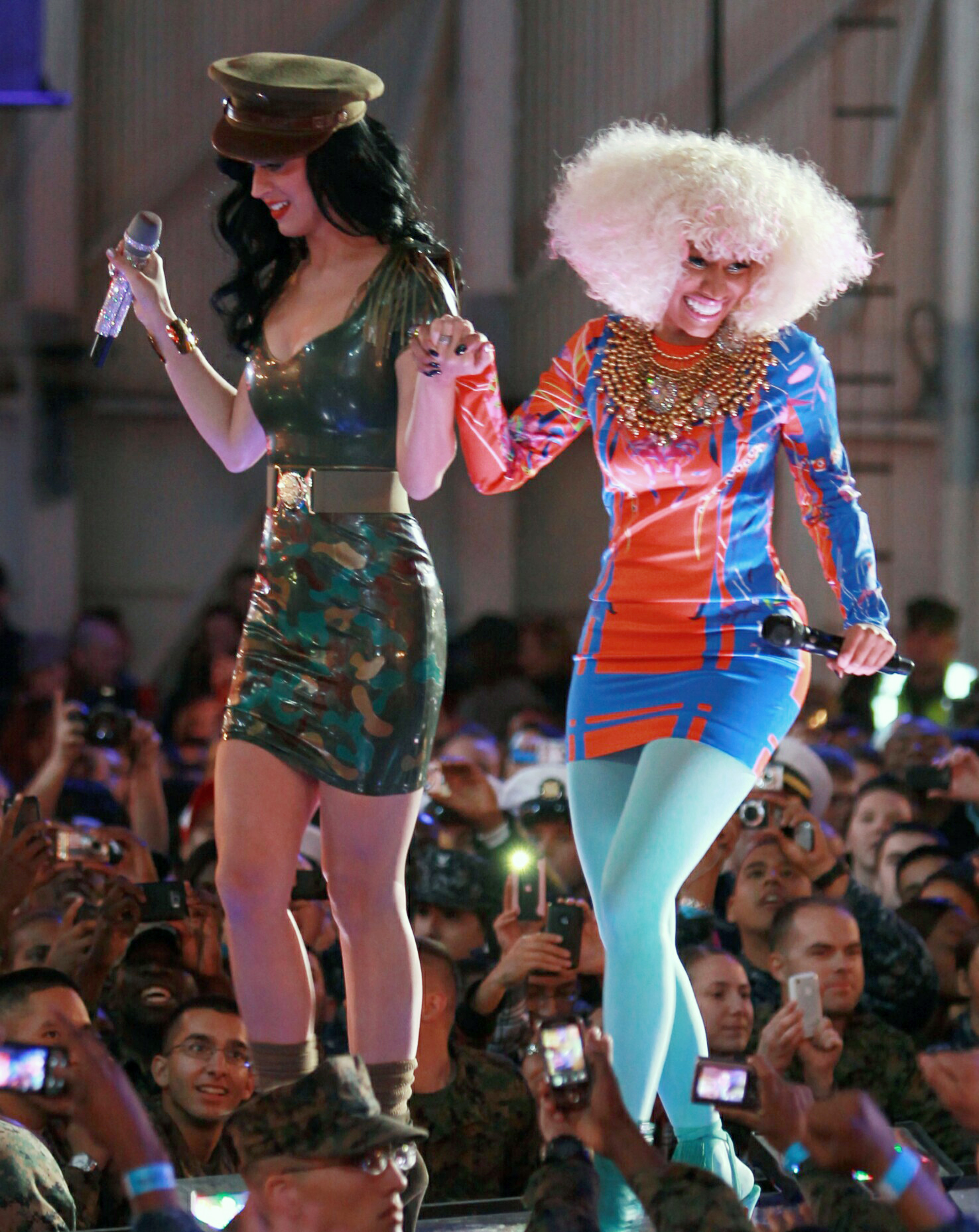
Katy Perry (po lewej) i Minaj występujące dla żołnierzy podczas koncertu VH1 Divas Salute the Troops w 2010 roku

W 2010 roku Minaj wykonała cover „Girls Just Wanna Have Fun” wraz z piosenkarką Katy Perry dla członków zespołu podczas koncertu VH1 Divas Salute the Troops w 2010 roku. W 2011 roku Mattel stworzyło lalkę Barbie z podobizną Minaj na aukcję dla Project Angel Food, organizacji charytatywnej dostarczającej żywność osobom dotkniętym HIV i AIDS. W 2012 roku, w następstwie huraganu Sandy, Minaj przekazała 15 000 dolarów bankowi żywności Nowego Jorku i zorganizowała tzw. turkey drive na swojej macierzystej uczelni PS 45.
W maju 2017 roku Minaj zaoferowała za pośrednictwem Twittera opłacenie czesnego za studia i pożyczek studenckich dla 30 swoich fanów. Spełnia ich prośby, ofiarując od 500 dolarów na przybory szkolne do 6000 dolarów na czesne, obiecując odpowiedzieć na więcej próśb w ciągu miesiąca lub dwóch. Ogłosiła również, że w najbliższej przyszłości uruchomi oficjalną organizację charytatywną na rzecz pożyczek studenckich i opłacania czesnego. W tym samym miesiącu Minaj ujawniła na Instagramie, że od kilku lat przekazuje pieniądze wiosce w Indiach za pośrednictwem swojego pastora Lydii Sloley. Te darowizny pomogły wiosce uzyskać centrum komputerowe, instytut krawiecki, program do czytania i dwie studnie wodne. „Z tego jestem najbardziej dumna” – powiedziała o nowych przybudówkach do wioski.
W sierpniu 2017 r. po huraganie Harvey, który uderzył w miasto Houston w Teksasie, Minaj odpowiedziała na wyzwanie w mediach społecznościowych komika i aktora Kevina Harta i przekazała 25000 dolarów Czerwonemu Krzyżowi, mówiąc, że „modli się za wszystkich tam”.
4 września 2018 roku Minaj wystąpiła jako gość i wykonała kilka piosenek w programie The Ellen Degeneres Show. Przez cały odcinek Minaj i Degeneres, z udziałem Walmarta, przekazali fanom ponad 150000 dolarów darowizn.
W 2019 roku Minaj wycofała się z koncertu w Arabii Saudyjskiej po tym, jak „działacz na rzecz praw kobiet Loujain al-Hathloul został zatrzymany i aresztowany za wypowiadanie się przeciwko saudyjskiemu reżimowi”. Minaj została pochwalona przez Fundację Praw Człowieka i wydała oświadczenie, w którym powiedziała: „Po dokładnej refleksji [...] uważam, że ważne jest, aby jasno wyrazić swoje poparcie dla praw kobiet, społeczności LGBTQ i wolności słowa”. W 2020 roku, po wydaniu utworu Minaj i 6ix9ine, „Trollz”, Minaj ogłosiła, że część dochodów z piosenki, wraz z zyskami ze wszystkich towarów, zostanie przeznaczona na Projekt Bail w czasie protestów Black Lives Matter wywołanych śmiercią George’a Floyda”.

## Dziedzictwo
Nicki Minaj została nazwana „królową rapu ang. Queen Of Rap, QOP” przez wiele mediów. W 2017 roku Patrik Sandberg z magazynu Dazed twierdził, że Minaj „pod względem wszelkich dostępnych wskaźników przewyższyła każdą inną artystkę hip-hopową, aby odnieść największy sukces w historii”. Zoe Johnson z XXL nazwała ją „jedną z najbardziej uniwersalnych wokalistek” i że „zarobiła miliony bez optymistycznych popowych hitów i tradycyjnych dźwięków hip-hopowych, które zaspokajają zarówno jej kobiecość, jak i asertywną stronę”.
Autorka XXL, Zoe Johnson, skomentowała, że Minaj „pomogła narodzić się nowemu pokoleniu raperów, którzy naśladują jej styl” i „odświeżyć” jej teksty. Minaj została nazwana jedną z najbardziej wpływowych artystek rapowych wszech czasów. Minaj jest inspiracją dla kilku nowych artystek, w tym Tinashe, Cher Lloyd, Billie Eilish, Ms Banks, Asian Doll, Doja Cat, Megan Thee Stallion, Latto, BIA i Saweetie.
Z ponad 140 współpracami Billboard wymienił Minaj jako „ikonę rapu i popu”, dodając, że „była jednym z najbardziej niezawodnych wykonawców gościnnych muzyki popularnej, notując [...] dziesiątki hitów na listach jako gościnna obecność przy singlach innych artystów”. Jako gościnna artystka, Minaj została uznana przez Complex za umiejętność „wzięcia prostej piosenki i przekształcenia jej w przebój tylko dlatego, że jest na niej”. Allison Stewart z The Washington Post stwierdziła, że od początku swojej kariery Minaj „została ulubioną dziewczyną dla artystów, którzy chcieli dodać trochę smaczku do swoich utworów bez kalania się w tym procesie”. W 2012 roku Jon Caramanica z The New York Times powiedział, że:

Nicki Minaj „stała się zwinną, sugestywną raperką. Stała się misterną autorką tekstów. Stała się rozważną piosenkarką. Stała się ryzykowną performerką. Wymyśliła nowe persony. Bardziej niż jakikolwiek inny raper w mainstreamie, zdecydowanie przecięła oczekiwania [...] bez nikogo w pobliżu, do którego można by się porównywać lub do innych, do których można by ją porównywać, stała się swoim własnym znakiem wodnym”.

Billboard przyznał, że przywróciła kobiecy rap do głównego nurtu w USA. W 2021 r. pisarz NPR, Erik Nielson, powiedział, że „sukces Minaj w ciągu ostatniej dekady był wyjątkiem od niepisanej zasady, że raperki nie mają już miejsca wśród elitarnych artystek”. Pisarka Danyra Haffenden również skomentowała spuściznę Minaj, stwierdzając, że „Od jej odważnych strojów po wielokolorowe peruki, Minaj emanowała pewnością siebie, która inspirowała innych, którzy uważnie przyglądali się”. Dodała, że Minaj „nie potrzebuje niczego poza swoją sztuką, aby mówić za siebie”.

## Osiągnięcia

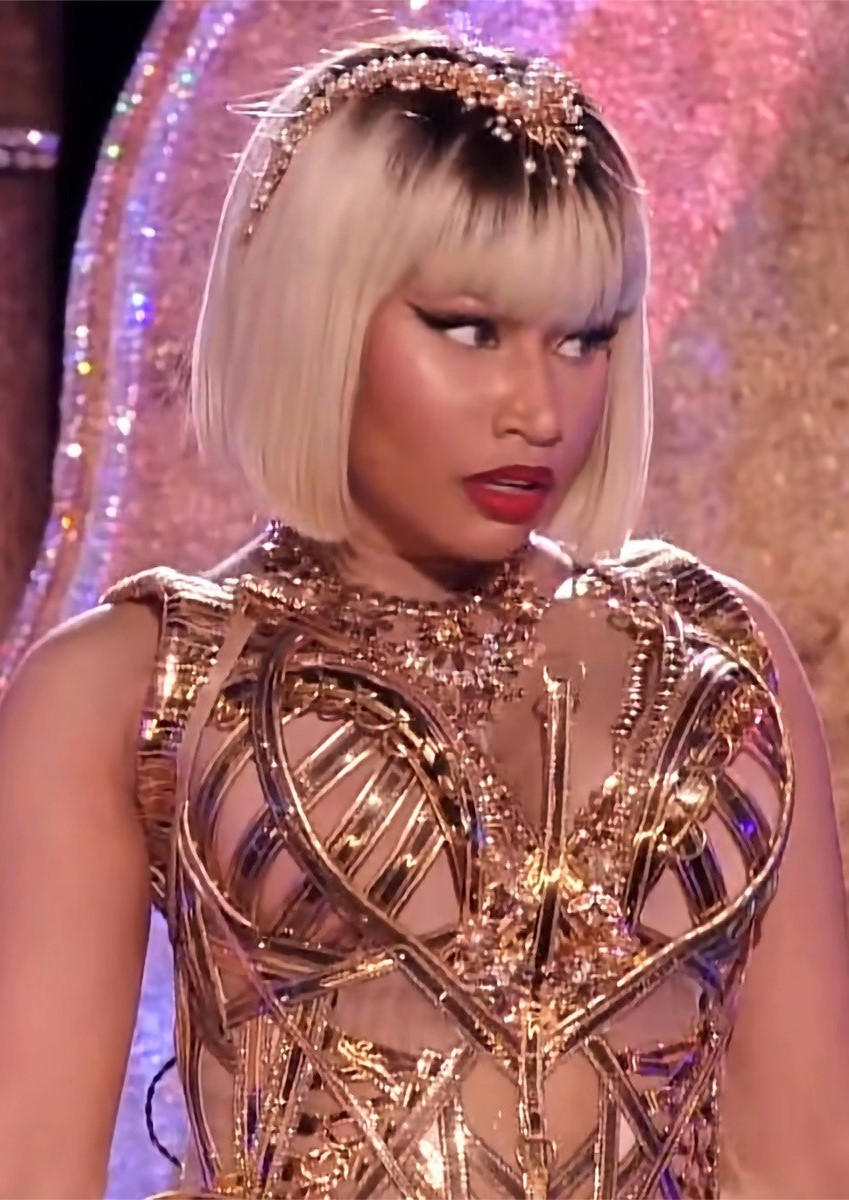
Minaj występująca na MTV Video Music Awards 2018, gdzie zdobyła nagrodę MTV Video Music Award za najlepszy teledysk hip-hopowy

Minaj jest laureatką wielu nagród, w tym dziewięciu American Music Award, dziesięciu BET Award, ośmiu BET Hip Hop Award, pięciu Billboard Music Award, siedmiu MTV Video Music Award, dziesięciu MTV Europe Music Award, czterech People’s Choice Award, jednego Soul Train Music Award i trzech nagród Teen Choice Awards. Minaj otrzymała łącznie 10 nominacji do nagrody Grammy. Pierwszą nominację do nagrody Grammy otrzymała w 2011 roku za najlepszy rapowy występ duetu lub grupy (,,My Chick Bad"z Ludacrisem). W 2012 roku Minaj otrzymała cztery nominacje, w tym dla Najlepszego Nowego Artysty, Najlepszego Wykonania(,,Moment 4 Life" z Drakiem), Najlepszego Albumu Rapowego (Pink Friday), oraz otrzymała nominację za Album Roku (Loud) w którym wystąpiła gościnnie w utworze (,,Raining Man'') Rihanny. W 2015 roku otrzymała dwie nominacje do Najlepszej Piosenki (,,Anaconda"), oraz za Najlepsze Wykonanie Pop Przez Duet lub Grupę (,,Bang Bang" z Jessie J i Arianą Grande). W 2016 roku również trzy nominację za Najlepsze Wykonanie (,,Truffle Butter'' z Drakiem i Lilem Wayne’em), zdobyła również nominację za Najlepszą Współpracę Rapera z Wokalistami(,,Only" z Chrisem Brownem), oraz za Nalepszy Album (The Pinkprint). Trzykrotnie zdobyła również nagrodę MTV Video Music Award za najlepszy teledysk hip-hopowy („Super Bass”, „Anaconda” i „Chun-Li”), a raz zdobyła nagrodę za najlepszy teledysk kobiecy („Starships”). W 2019 roku Billboard Women in Music przyznało jej nagrodę Game Changer Award, a w 2022 roku Minaj zdobyła nagrodę MTV Video Music Award Michael Jackson Video Vanguard Award, za wkład w muzykę i pop kulturę.
W 2010 roku Minaj została pierwszą solową artystką, która miała jednocześnie siedem piosenek na liście Billboard Hot 100, a także pierwszą kobietą, która pojawiła się na corocznej liście najgorętszych MC MTV od jej powstania w 2007 roku. W 2013 roku Minaj została najbardziej pojawiającą się na Billboard Hot 100 raperką w historii w tamtym czasie, z 44 wejściami, plasując Mariah Carey na siódmym miejscu wśród kobiet wszystkich gatunków. Była pierwszą artystką, która znalazła się na liście Forbes Hip-Hop Cash King List, gdzie w 2013 roku zajęła czwarte miejsce, zarabiając 29 milionów dolarów. Minaj ma na liście dziewiętnaście singli z pierwszej dziesiątki, najwięcej dla każdej raperki, z czego cztery to piosenki solowe. W 2017 roku Minaj pobiła rekord liczby wpisów na Hot 100 dowolnej artystki, przewyższając Arethę Franklin, a w 2018 roku została pierwszą artystką, która zgromadziła 100 wejść na Hot 100, dopóki rekord nie został złamany w grudniu 2020 roku przez piosenkarkę i autorkę tekstów Taylor Swift. Jest drugą artystką z największą liczbą wejść.
W 2019 roku jej współpraca z Karol G „Tusa”, była dwukrotnie nominowana do Latin Grammys. Piosenka zadebiutowała na pierwszym miejscu listy „Hot Latin Songs”. Piosenka stała się najdłużej utrzymującym się singlem numer jeden na Argentina Hot 100, po spędzeniu 25 tygodni na pierwszym miejscu listy przebojów. W 2020 roku Minaj stała się drugą raperką, która zajęła pierwsze miejsce na liście Hot 100 więcej niż raz ze swoją piosenką „Trollz”. Została także drugą kobietą, która zadebiutowała na szczycie listy przebojów od czasu Lauryn Hill w 1998 roku. W 2021 roku teledysk do „Anaconda” stał się pierwszą solową piosenką rapową, która osiągnęła miliard wyświetleń na YouTube. To był jej szósty teledysk, który osiągnął miliard wyświetleń, stając się pierwszą i obecnie jedyną raperką, która to zrobiła. W 2011 roku Minaj zajęła szóste miejsce w rankingu mistrzów Rolling Stone „Kings of Hip Hop”, który opiera się na rekordowej sprzedaży i wskaźnikach mediów społecznościowych. Minaj jest pierwszą kobietą, która pojawiła się na liście „Hip Hop Cash Kings” Forbesa od jej powstania w 2007 roku, występując cztery razy z rzędu w latach 2011–2014. W 2016 roku znalazła się na corocznej liście Time 100 najbardziej wpływowych ludzie na świecie; pojawiła się również na jednej z fizycznych okładek wydania.

## Kontrowersje

### Remy Ma
Nieporozumienia między Minaj a raperką Remy Ma zaczęły się w 2007 roku, kiedy Ma zwróciła uwagę na freestyle „Dirty Money” z jej mixtape’u Playtime Is Over (2007). W nagraniu Minaj rapuje: „Powiedz tej suce z koroną, żeby zrobiła to jak Chris Brown/wygrała trzy rundy, potrzebuję sto tysięcy/jak 'Chinatown'- suki lepiej się kłaniają/oh, nie wiesz, suki już wiedzą/jebać ją, ja mam broń – daj jej znać, że jestem tą jedyną”. Minaj podobno nigdy nie potwierdziła ani nie zaprzeczyła, że piosenka dotyczyła Ma. Chociaż w ostatnich latach Ma i Minaj dzieliły się słowami zachęty, ich związek szybko się popsuł i zaczęły wydawać wersety i piosenki z tekstami skierowanymi do siebie, w tym „Money Showers” Ma z Fat Joe i „Make Love” Minaj z Gucci Mane. 25 lutego 2017 roku Ma wydała „Shether”. 3 marca 2017 r., podczas wizyty w The Wendy Williams Show, Ma oskarżyła Minaj o „próbę trzymania [jej] z dala od czerwonych dywanów” i „próbę upewnienia się, że nagrody nie trafiają do [niej]”. Tydzień później, w wywiadzie przeprowadzonym przez BuzzFeed News, Ma stwierdziła, że ma wątpliwości co do wydania dissowego utworu i skomentowała trudności związane z byciem kobietą w branży muzycznej. Minaj następnie odpowiedziała piosenką „No Frauds”, w której oskarżyła Ma o szerzenie fałszu i wyśmiewała się ze słabej sprzedaży płyt Ma z Plata O Plomo.

### Lil’ Kim
Minaj była uwikłana w spór z raperką Lil’ Kim od czasu jej sukcesu z Pink Friday. Kim oskarżyła Minaj o skopiowanie jej stylu, mówiąc: „Jeśli zamierzasz ukraść mój łup, będziesz musiał zapłacić. Coś trzeba dać. Pomóż mi, ja ci pomogę.” Uważa się, że singiel Minaj „Roman’s Revenge” z Eminemem jest odpowiedzią na komentarze Kim, chociaż później temu zaprzeczyła. Odpowiedziała na tę sytuację w wywiadzie dla Angie Martinez z HOT 97, mówiąc: „Wybrała bójkę z Foxy, potem z Eve, potem z Remy, potem z panem Wallace, potem z Nicki Minaj. Za każdym razem, gdy pojawiasz się w wiadomościach, to dlatego, że się do kogoś przyczepiasz! Gdzie jest Twoja muzyka? Pokaż swoją muzykę, a kiedy zobaczę Twoje imię na Billboard, wtedy odpowiem Ci. Poza tym, żegnaj. To Barbie, suko.” Lil’ Kim ponownie rozgorzała spór, wydając swój mixtape Black Friday (którego tytuł bezpośrednio nawiązywał do Minaj). Grafika przedstawia Lil 'Kim odcinającą głowę Minaj mieczem. W odpowiedzi Minaj w kwietniu 2011 roku ukazał się fragment dissowego utworu „Tragedy”. Po wydaniu Pink Friday: Roman Reloaded krytycy sugerowali, że utwór „Stupid Hoe” mógł zawierać ataki wymierzone w Kim. Lil’ Kim później zasugerowała w wywiadzie dla Breakfast Club 105, że piosenka „Automatic” jest podobna do jej niewydanego materiału, nazywając również Minaj „wstrętną” i „kocią”. Minaj pozornie nawiązał do feudu w wywiadzie dla Geniusa z 2018 roku, mówiąc: „Ktoś mnie dopadł. Dopadł mnie weteran, a ja uderzyłam ją z Romans Revenge, a potem kontynuowałam”. W 2021 roku Lil’ Kim oświadczyła na czerwonym dywanie BET Awards, że chciałaby zrobić Verzuz z Minaj.

### Cardi B
Podczas New York Fashion Week 2018, na after party organizowanym przez Harper’s Bazaar, raperka Cardi B wywołała znaczne kontrowersje, gdy rzuciła jednym ze swoich butów na wysokim obcasie i próbowała fizycznie zaatakować Minaj. Cardi B twierdziła później, że Minaj wcześniej „polubiła” komentarze innych użytkowników w mediach społecznościowych, którzy wyrażali się negatywnie o zdolności Cardi B do opieki nad jej nowo urodzoną córką. Minaj następnie omówiła ten incydent w odcinku swojego programu radiowego Beats 1 o nazwie Queen Radio, w którym zaprzeczyła oskarżeniom i nazwała spór „upokarzającym” oraz oskarżyła Cardi o rzekome cybernękanie w gorącej wymianie na Instagramie z 2014 roku.

### Wypowiedzi na temat szczepionki przeciw COVID-19
13 września 2021 roku Minaj ogłosiła, że nie weźmie udziału w Met Gala 2021 ze względu na wymóg szczepienia przeciw COVID-19. Stwierdziła, że unikała wystąpień publicznych i podróży ze względu na swojego niemowlęcego syna. Minaj podzieliła się kilkoma tweetami na temat swojego nieszczepionego statusu, twierdziła, że chce "wyszukać więcej informacji" i twierdziła, że "przyjacielowi jej kuzyna w Trynidadzie spuchły jądra, stał się impotentem i musiał odwołać swój ślub w wyniku szczepionki przeciw COVID." Te tweety spotkały się z szerokim odzewem w mediach społecznościowych, gdzie jej historia o przyjacielu kuzyna stała się przedmiotem żartów i memów. Wkrótce potem Minaj pochwaliła tych, którzy zostali zaszczepieni i założyła na Twitterze ankietę na temat firm produkujących szczepionki przeciwko COVID-19. Minister zdrowia Trynidadu i Tobago Terrence Deyalsingh oświadczył, że twierdzenia Minaj są fałszywe, ubolewając, że jego zespół "stracił czas próbując wyśledzić" taki raport.
Zapytany o temat wypowiedzi Minaj na konferencji prasowej główny lekarz Anglii Chris Whitty powiedział, że powinna się ona "wstydzić" za "rozpowszechnianie nieprawdy w mediach społecznościowych. W odpowiedzi Minaj zamieściła "prześmiewczą" wiadomość audio skierowaną do Borisa Johnsona w komediowym brytyjskim akcencie, "sarkastycznie" twierdząc, że "chodziła do szkoły z Margaret Thatcher". Biały Dom zaoferował Minaj rozmowę telefoniczną z lekarzem, aby odpowiedzieć na pytania dotyczące bezpieczeństwa szczepionki. Na transmisji na żywo za pośrednictwem Instagrama dwa dni później twierdziła, że "po prostu zadawała pytania" i nie "podawała żadnych faktów" na temat szczepionki.

## Życie prywatne
W swojej piosence „All Things Go” Minaj ujawniła, że jako nastolatka dokonała aborcji. Minaj powiedziała, że chociaż to ją „prześladuje”, uważa, że podjęła dobrą decyzję.
Na początku swojej kariery Minaj identyfikowała się jako osoba biseksualna. Jednak w końcu stwierdziła w wywiadzie dla Rolling Stone w 2010, że powiedziała to tylko, aby zwrócić na siebie uwagę: „Myślę, że dziewczyny są seksowne, ale nie zamierzam kłamać i mówić, że umawiam się z dziewczynami”. W maju 2020 roku ponownie zwróciła się do swojej seksualności, stwierdzając w wersie z remiksu „Say So” Doja Cat: „Kiedyś byłam bi, ale teraz jestem po prostu hetero”. Tekst ten został nazwany „problematycznym” przez niektórych członków społeczności LGBT, którzy oskarżyli ją o tzw. „nieakceptowanie biseksualizmu”.
Pod koniec 2014 roku Minaj rozstała się ze swoim długoletnim chłopakiem, Safaree Samuelsem, z którym umawiała się od 2003 roku. Według Minaj, on się jej oświadczył, ale odmówiła. Uważa się, że kilka utworów na The Pinkprint zostało zainspirowanych końcem ich związku. Minaj zaczęła spotykać się z raperem Meek Mill na początku 2015 roku. W styczniu 2017 roku ogłosiła, że zakończyła ich związek. Krótko umawiała się z innym raperem Nasem w roku 2018.
W grudniu 2018 r. Minaj zaczęła spotykać się ze swoim przyjacielem z dzieciństwa Kennethem „Zoo” Petty i złożyła wniosek o pozwolenie na zawarcie małżeństwa w sierpniu 2019 roku. Ogłosiła, że oficjalnie wzięli ślub 21 października. Po ślubie podzieliła jego nazwisko, stając się Maraj-Petty. Po tym, jak postawiono zarzuty federalne za niezarejestrowanie się jako przestępca seksualny w Kalifornii, jej mąż został wpisany do bazy danych California Megan’s Law w 2020 roku, skazany za usiłowanie gwałtu pierwszego stopnia w 1995 roku w Nowym Jorku. Wcześniej odsiedział prawie cztery lata więzienia za wspomnianą zbrodnię. W 2021 r. ofiara złożyła pozew przeciwko parze o rzekome nękanie.
W lipcu 2011 roku jej kuzyn Nicholas Telemaque został zamordowany w pobliżu swojego domu na Brooklynie, o czym wspomina w swoich piosenkach „All Things Go” i „Champion”. W listopadzie 2017 r. brat Minaj Jelani został skazany za drapieżną napaść seksualną na dziecko i zagrażanie dobru dziecka. 27 stycznia 2020 roku został skazany przez sędziego Sądu Najwyższego hrabstwa Nassau Roberta McDonalda na 25 lat dożywocia. Powszechnym błędem jest przekonanie, że Minaj pomogła Jelani, jednak Minaj nie wpłaciła kaucji brata.
W lipcu 2020 r. Minaj ogłosiła na Instagramie, że spodziewa się pierwszego dziecka. 30 września 2020 r. Minaj urodziła syna. Minaj publicznie nazywa go „Papa Bear”.
W lutym 2021 r. ojciec Minaj, Robert Maraj, zginął, idąc drogą na Long Island, gdzie został potrącony. Miał 64 lata. Charles Polevich, 70-letni mężczyzna, został oskarżony o zabicie Maraja. Departament policji hrabstwa Nassau powiedział na konferencji prasowej, że śledzili samochód Polevicha, a on zgłosił się na policję. Został postawiony w stan oskarżenia i oskarżony o dwa przestępstwa: opuszczenie miejsca zdarzenia, w którym zginęła osoba, oraz manipulowanie lub ukrywanie dowodów fizycznych. Minaj skomentowała odejście ojca w liście z 2021 r., mówiąc: „[..] to była najbardziej druzgocąca strata w moim życiu. Ciągle mam ochotę do niego dzwonić, tym bardziej teraz, gdy go nie ma. [...] Niech jego dusza odpoczywa w raju. Był bardzo kochany i będzie go nam bardzo brakować.”

## Dochody
Jest jedyną raperką, która znajduje się na liście Hip Hop Cash Kings magazynu „Forbes”. Zadebiutowała na niej w 2011, zarabiając od maja 2010 do kolejnego roku 6,5 mln dolarów. Po osiągnięciu konta 15,5 mln dolarów w czerwcu 2012 znalazła się na 8. miejscu listy, a w 2013 – na 4. miejscu z dorobkiem 29 mln dolarów. W 2014 jej zarobki od czerwca 2013 do czerwca 2014 oszacowano na 14 mln dolarów. Jej wartość netto w 2021 jest szacowana na ok. 150 mln dolarów, co czyni ją najbogatszą raperką na świecie.

## Dyskografia
| Rok  | Tytuł albumu                |
| ---- | --------------------------- |
| 2010 | Pink Friday                 |
| 2012 | Pink Friday: Roman Reloaded |
| 2014 | The Pinkprint               |
| 2018 | Queen                       |
| 2023 | Pink Friday 2               |

## Trasy koncertowe
- Lil Wayne – America’s Most Wanted Tour (2008) (support)
- Lil Wayne – I Am Still Music Tour (2011) (support)
- Britney Spears – femme Fatale Tour (2011) (support)
- Pink Friday Tour (2012)
- Pink Friday: Reloaded Tour (2012)
- The Pinkprint Tour (2015)
- Nickihndrxx (2019) (anulowane) (z Future)
- The Nicki WRLD Tour (2019) (z Juice WRLD)
- Pink Friday 2 World Tour (2024)

## Filmografia
- 2014: Inna kobieta jako Lydia
- 2016: Barbershop 3: Na ostro jako Draya[364]

### Dubbing
- 2012: Epoka lodowcowa 4: Wędrówka kontynentów jako Steffie
- 2014: Steven Universe jako Sugilit